# Glossaire de phénoménologie
Les mots du vocabulaire de la phénoménologie permettent de  décrire ou commenter la façon dont les choses apparaissent ou sont données dans l’expérience humaine la plus concrète[pas clair], et viennent souvent, à l'origine, d'écrits des sciences humaines. Voici ses termes usuels dans les travaux des plus célèbres phénoménologues continentaux[pas clair].

## Vocabulaire de la phénoménologie

### Acte
En phénoménologie le terme d'« acte » perd son vieux sens aristotélicien qui ne le faisait intervenir qu'accolé à la notion de puissance. Il s'agit maintenant de décrire les états de la conscience. « La vie de la conscience se résume à un rapport au monde qui est posé sous la forme de ses actes à savoir ceux de la volonté, ceux de la simple saisie de la conscience d'un corrélat donné à tous ses états au-dehors ou dans le monde. » Ainsi l'acte se différencie de l'action, de l'agir. En phénoménologie, la perception bien qu'impuissante à l'égard de l'objet, reste un acte.
Selon Renaud Barbaras, une première distinction s'impose entre les actes « donateur de sens » et les actes de remplissement. Les actes remplissant le sens correspondent à l'intuition : parce que celle-ci donne l'objet lui-même et ne se limite pas à la visée. Ces actes « donateurs d'objet » peuvent aussi être divisés en deux classes, les actes signitifs, les actes intuitifs. Les actes intuitifs eux-mêmes se divisant en actes perceptifs (perception) et représentatifs (imagination, mémoire) dans lesquels la possession ne se réalise qu'« en image ».

### Altérité
Le Dictionnaire des concepts donne comme définition générale « caractère de ce qui est autre, relation entre des entités mutuellement distinctes. » Délaissant cette définition générale la phénoménologie découvre l'altérité dans la difficulté pour ne pas dire l'impossibilité de la relation équilibrée entre le Je et autrui  son semblable. Pascal David dans son article sur l'altérité, écrit « la réciprocité du rapport d'un toi à un toi est impensable dans une métaphysique de la subjectivité, car l'autre vient toujours en un sens après la position du sujet » (l'important dans cette phrase semble être le mot de réciprocité). Tous les phénoménologues ont eu à se confronter à l'énigme de l'intersubjectivité.

### Aperception
On appelle aperception une perception accompagnée de réflexion et de conscience.
L'aperception est donc aussi conscience de soi-même, comme représentation simple du moi, alors même que cette représentation est toujours changeante. À noter que cette représentation naturelle se distingue de la perception de « soi-même » comme sujet pensant en général, dont on peut dire qu'elle est originaire, à la source du « Je », inconditionnée et permanente et qu'elle accompagne toute représentation et tout concept.
L'aperception tient une place considérable dans la pensée de Kant. Elle est le fondement transcendantal de toutes nos connaissances et la condition de possibilité de l'unité de l'ensemble de ces connaissances. Georges Pascal résume en trois étapes essentielles la démonstration :
1. « Concevoir un objet, c'est ramener à l'unité et à l'identité la multiplicité et la diversité des apparences ;
2. or toute synthèse de représentations suppose l'unité de la conscience dans cette synthèse, puisque toutes ces représentations sont miennes.
3. l'unité synthétique de la conscience est donc la condition objective de la connaissance ; c'est elle qui lie une diversité intuitive pour en faire un tout , un objet »

### A priori
En philosophie, une connaissance a priori est une connaissance logiquement antérieure à l'expérience. On parle aussi d' a priori dans le cas d'une connaissance a posteriori ratione c'est-à-dire pour une connaissance acquise avec ce type particulier de raisonnement qui remonte de la conséquence au principe ou si l'on préfère du conditionné à sa condition. Dans l'usage de Kant, l'  « a priori » est aussi une connaissance « indépendante de l'expérience ». Cela s'oppose à une connaissance a posteriori, empirique, factuelle, à ce qui est « issu de l'expérience ».
Pour Edmund Husserl, l'a priori est ancré dans ce qu'il appelle une intuition éidétique spécifique qui nous met en présence d'essences universelles (par exemple le coq, le nombre deux, l'objet en général), de la même façon que l'intuition sensible nous met en présence d'objets individuels (comme une chose jaune particulière, une paire d'objets particuliers). « La connaissance a priori n'est plus une connaissance déterminée par son antériorité vi-à-vis de toute connaissance d'objet, mais est une connaissance de l'être même des choses » écrit Emmanuel Housset. L'exemple le plus significatif de propositions a priori fondées sur cette intuition éidétique est fourni par les lois logico-mathématiques, à propos desquelles Husserl parle d'une ontologie formelle comme science eidétique de l'objet en général.
Autre exemple, Husserl présente comme un a priori universel la loi de « corrélation » qui voit se manifester toute chose à notre regard, entremêlée de données subjectives sachant que ces données ne sont pas seulement un fait mais correspondent, dans sa pensée, à des nécessités d'essence.

### Appréhension
La perception qui reçoit les données physiques sensorielles, ne donne au mieux que des « esquisses », c'est-à-dire la chose même, mais sous l'une de ses faces seulement. Ce soubassement sensible de l'intentionnalité nécessaire, n'est pourtant pas dans l'esprit d'Husserl, suffisant à assurer la fonction d'exposition, « elle leur advient du fait qu'ils sont enveloppés et dépassés dans la visée-d'objet, ou donation de sens qu'est l'appréhension. C'est l'acte d'appréhension qui fait qu'une chose, au sens strict apparaît. »

### Apprésentation
En son sens général « toutes nos perceptions externes sont constituées d'un mixte de présentation et d'apprésentation. Ainsi, quand je vois une
table, je ne vois, à proprement parler, que sa face avant, ce qui correspond à la présentation proprement dite de cette table. Toutefois, au moment même où m'est présenté l'avant de la table, m'est également ap-présentée sa face arrière, sous la forme d'une anticipation motivée d'une présentation directe de cette face arrière. Autrement dit, l'avant de la table ne se présente pas comme une sorte de pellicule unidimensionnelle sans profondeur, mais il se présente en apprésentant simultanément l'arrière de la table, c'est-à-dire que l'avant motive la présentation future de l'arrière. Et dans la suite de l'expérience perceptive de la table, je pourrai convertir l'apprésentation de la face arrière en présentation proprement dite, en allant voir « en arrière » de la table. »
« L'apprésentation désigne aussi le mode propre de la donnée d'autrui comme présentation indirecte-directe. Elle ne se confond ni avec le mode de la perception d'une chose, ni avec le mode du souvenir, ni avec celui de l'imagination. » L’apprésentation est le mode selon lequel autrui se présente dans une intuition comme subjectivité originale radicalement autre.

### Attitude naturelle
En phénoménologie, on entend par « attitude naturelle », le point de vue qui s'exprime à travers la « thèse du monde » qui correspond à ce que l'homme en perçoit, tel qu'il le vit naturellement, formant des représentations, jugeant, sentant, voulant. « J'ai conscience d'un monde qui s'étend sans fin dans l'espace, qui a et a eu un développement sans fin dans le temps. » Faisant face à la conscience « l'attitude naturelle me fait découvrir un monde de choses existantes, elle m'attribue aussi un corps situé dans ce monde et de m'inclure moi-même dans ce monde. » À noter que le monde de l'attitude naturelle n'a rien à voir avec ce que l'on appelle « vision du monde », ni avec le monde de la quotidienneté. Ce qui est visé c'est ce qui commande toutes les possibilités, toutes les attitudes. Pour Eugen Fink « l'attitude naturelle est l'attitude essentielle, appartenant à la nature de l'homme, l'attitude constitutive de l'être-homme même, de l'être-homme orienté dans le tout du monde [...] » « Toutes les attitudes de l'homme demeurent fondamentalement à l'intérieur de l'attitude naturelle. »
Chacun d'entre nous, vivons dans un seul et même monde, au contenu variable, illimité dans le temps et dans l'espace. Ce monde, dans lequel je suis moi-même incorporé, n'est pas un simple monde des choses, mais il est tout à la fois, en arrière-plan, un monde de valeurs, de biens et un monde pratique. Selon Paul Ricœur, dans l'« attitude naturelle », l'illusion la plus constante de la « thèse du monde » est la « croyance » naïve à l'existence « en soi » de ce monde et que sa perception empirique directe serait a priori plus certaine que la réflexion. « Ce monde n'est pas là pour moi comme simple monde des choses mais selon la même immédiateté comme monde des valeurs, comme monde des biens comme monde pratique. » Il contient aussi des environnements idéaux, corrélats des actes de connaissance comme les nombres qui se rencontrent dans les actes de numération.
Il n'y a d'« attitude naturelle » que par différence et donc par rapport à l'attitude transcendantale. Paul Ricœur remarque en note :  « Le sens radical de l'attitude naturelle ne saurait apparaître en dehors de la réduction qui le révèle au moment où elle le suspend. » « L'attitude naturelle en tant qu'être de l'homme dans le monde selon tous ses modes est un « résultat »  constitutif et comme tel un moment intégral de la vie transcendantale elle-même » écrit Eugen Fink. Le monde n'est pas posé, il est rencontré.

### Attitude transcendantale
L'« attitude transcendantale » se détermine par opposition à l'« attitude psychologique », alors même que ce sont les mêmes problèmes constitutifs qui se posent mais dont le sens de la solution est à chaque fois différent. Dans l'attitude psychologique le sens de la solution correspond au dévoilement des modes de conscience dans lesquels l'objet en tant que visé c'est-à-dire la « représentation d'objet » a lieu. Dans l'« attitude transcendantale », il s'agit d'une intellection des opérations subjectives dans lesquelles l'objet réel, le monde réel même et non la représentation du monde se produit pour devenir intelligible comme « corrélat » transcendantal (considérations de Eugen Fink). Autrement dit l'« attitude naturelle » est le concept d'ensemble des auto-aperceptions de la « subjectivité transcendantale » qui co-appartiennent, elle est donc un résultat constitutif et comme telle un moment intégral de la vie transcendantale elle-même.

### Catégorie
Depuis Aristote la « catégorie » représente une classe d'attributs définie par l'un des sens de la copule « est ». « Les théories modernes et contemporaines des catégories ont visé, à l'instar de celle de Kant, à donner une forme systématique à la table aristotélicienne ou à la réviser » . « Le problème fondamental d'une théorie des catégories est celui de savoir si ce sont des formes de la pensée et du discours, ou des formes de l'être et de la réalité. »

### Certitude
Emmanuel Levinas écrit : « Husserl aborde le problème de la certitude et le fondement du savoir d'une façon étrangère à Descartes. Il s'agit pour lui moins d'assurer la certitude des propositions que de déterminer le sens que peut avoir la certitude et la vérité pour chaque domaine de l'être [...] Au lieu de concevoir la vérité sur un modèle unique et ses divers types comme des approximations, Husserl envisage les prétendues incertitudes, propres à certaines connaissances, comme des modes positifs et caractéristiques de la révélation de leurs objets. Au lieu de les mesurer par rapport à un idéal de certitude, il recherche la signification positive de leur vérité, qui définit le sens de l'existence à laquelle ils accèdent. »

### Chair du monde
Le concept de chair chez Husserl intervient d'abord pour distinguer le corps-objet ou corps physique du corps vivant qui vit d'une vie qui lui appartient en propre. Le corps-chose occupe l'espace traditionnel. On peut dire du corps-animé qu'il se temporalise et se spatialise. La notion de « chair » vise aussi à répondre à la question que se pose Husserl « comment se fait-il que mon ego, à l'intérieur de mon être propre, puisse en quelque sorte, constituer l'autre, justement comme lui étant absolument étranger. » Il s'agit de faire apparaître l'étranger comme une possibilité de l'ego c'est-à-dire d'en appeler à un Ego plus profond et intégral dont l'étranger est la possibilité. Cette sphère propre comprend la chair par laquelle je me rapporte au monde et qui me mettant en rapport avec une nature primordiale, rend possible son propre débordement par autrui. Dans ce dernier usage, Maurice Merleau-Ponty utilise les expressions de « corps propre » ou de « corps phénoménal », le terme de chair devient plus tard, notamment dans Le Visible et l'Invisible une catégorie ontologique fondamentale, propre à penser une véritable co-originarité du Soi et du monde. La chair, écrit Renaud Barbaras est caractérisée par le fait qu'il n'y a « aucune partie d'elle même qui ne soit susceptible de devenir activement sensible ni aucune sensibilité active qui ne puisse se transformer en objet d'un autre toucher, dès lors qu'elle est localisée [...] La sensibilité est constitutive de la corporéité, le corps comme chose physique ne peut s'obtenir que par abstraction, [...], cette abstraction s'opère sur une réalité qui n'est ni objective ni subjective et que nomme précisément le concept de chair. »
Avec Merleau-Ponty, le concept de chair se complexifie « dans la mesure où il vise, non pas la différence entre le corps sujet et le corps-objet, mais plutôt, l'étoffe commune du corps voyant et du monde visible, pensés comme inséparables. » Marc Richir relève « une profonde connivence entre la chair du monde qui est là comme la masse du sensible, être de promiscuité, et d'empiètement, (matrice polymorphe) [...] et la chair du corps comme recouvrement et soudure insensible du corps voyant et du corps visible, du corps sentant et du corps sensible. » Résultat, selon Étienne Bimbenet, d'un patient travail d'élaboration philosophique entamé dans sa Phénoménologie , « dépassé par mon monde, communiquant à travers lui avec la perspective d'autrui, je ne suis jamais ni tout à fait le même ni out à fait un autre [...]. Il reviendra au concept de chair [...] de généraliser sous la forme d'un mode d'être ultime cette réflexion déchirée. » « La chair apparaît comme le « sol » invisible qui soutient et qui rend possible le rapport entre le sujet et le monde. Elle est le milieu originaire dans lequel nous vivons et où nous sommes en contact avec les choses ».Il s'agit de penser l'unité du percevant et du perçu. La chair n'est pas une catégorie métaphysique supplémentaire, elle n'est ni matière, ni Esprit, ni substance, elle est en deçà du partage entre la chose et l'idée, et l'universalité, elle est chose générale, pure dimension « notion ontologique dernière ».
Si la chair est en quelque sorte le principe du monde alors il semble qu'entre la chair et le visible existe un rapport d'identité. La théorie merleau-pontyenne est plus complexe : entre la chair, d’une part, le visible et l’invisible d’autre part, il y a une liaison spéciale, appelée par notre philosophe entrelacs ou le « chiasme ».

### Chiasme
« Merleau-Ponty fait intervenir la notion de « chiasme » à chaque fois qu'il tente de penser non pas l'identité, non pas la différence, mais l'identité dans la différence (ou l'unité par opposition) de termes qui sont habituellement tenus pour séparés, tels que le voyant et le visible, le signe et le sens, l'intérieur et l'extérieur, chacun n'étant lui-même qu'en étant l'autre. » Pascal Dupond donne divers exemples : il y a chiasme entre la parole signifiante et l'expression de la pensée dans la mesure où le sens de la pensée suppose le passage par la parole autrement dit le chemin qui conduit à l'intérieur (la pensée) passe par l'extérieur (la parole) ; chiasme entre le « pour soi » et « pour autrui » dont les rapports sont entrelacés ; chiasme enfin entre l'équivalence posée avec le Visible et l'Invisible  du « rentrer en soi » identique au « sortir de soi » qu'implique l'empiètement du corps sur le monde et sur autrui.
L'une des principales fonctions que lui attribue Merleau-Ponty : « produire plus d’intelligibilité dans un domaine jusqu’alors délaissé à savoir l’espace concret de notre monde quotidien, par opposition à l’espace abstrait de la géométrie. » Il s'agit de repenser à partir des phénomènes d’empiètement, d’entrelacement, puis de réversibilité et enﬁn de chiasme « la notion de « voisinage », comme idée spatiale d’être « l’un à côté de l’autre » puis « l’un avec l’autre » voire, en partie « l’un dans l’autre » (sans coïncidence mais en se croisant, se touchant), par opposition à la notion « d’être l’un à l’extérieur de l’autre ou l’un face à l’autre » qui modifie la distribution classique entre ce qui est du côté du sujet (le senti) et du côté de l’objet (le sensible). »

### Champ phénoménologique
C'est à propos de la « réduction » que Husserl parle de champ phénoménologique qu'il présente comme un procédé méthodologique par lequel nous abandonnons les thèses théoriques et pratiques à propos d'un objet donné pour nous intéresser « aux actes de réflexion sur ces thèses et sur la donation d'objet contenue dans ces thèses. Nous vivons désormais exclusivement dans ces actes de second degré [...] Notre expérience (naturelle) a la forme de relations linéaires dirigées vers des objets individuels [...] La réflexion sur ces relations linéaires ne considère plus les objets en tant qu'individus, elle perd de vue leur ancrage dans la réalité et saisit leur objectité » écrit Martin Nitsche.
L'expression de « champ transcendantal » ou « phénoménal ».signifie pour Maurice Merleau-Ponty, que la réflexion n'a jamais sous son regard le monde entier et l'ensemble des objectivités mais seulement une vue partielle. C'est pourquoi la phénoménologie s'intéresse à l'apparition de l'être à la conscience. « L'égo méditant ne peut jamais supprimer son inhérence à un sujet individuel qui ne connaît toute chose que dans une perspective particulière. »

### Chose
Pour comprendre le slogan fondateur du courant phénoménologique, « retour aux choses mêmes », il faut d'abord saisir formellement le concept de « chose ». « Tout ce qui se manifeste en soi-même, qu'il s'agisse d'un étant réel ou idéal, d'un horizon, d'un sens, d'un renvoi de sens, du néant, etc. peut être chose au sens de la maxime de recherche phénoménologique. » Le sens d'une chose naturelle, par exemple cet arbre-là, ne m'est pas donné d'un seul coup mais dans et par un flot incessant d'esquisses, de silhouettes qui dégagent progressivement un « même » à travers des modifications incessantes. La perception ne voit jamais qu'une des faces de la chose, les autres étant suggérées, si bien que la chose, qui émerge à travers des retouches sans fin, ne peut jamais m'être donnée d'une manière absolue. Renaud Barbaras précise :  « Cette inadéquation ne désigne pas un caractère de la connaissance mais une propriété de l' être même de la chose, c'est-à-dire de son mode de donation. »
Pour Maurice Merleau-Ponty « Toute perception tactile, en même temps qu'elle s'ouvre sur une propriété objective, comporte une composante corporelle, et par exemple la localisation tactile d'un objet le met en place par rapport aux points cardinaux du « schéma corporel ». » C'est pourquoi la chose ne peut jamais être séparée de la personne qui la perçoit. Toutefois Merleau-Ponty remarque « nous n'avons pas épuisé  le sens de la chose en la définissant comme le corrélatif du corps et de la vie. » En effet même si l'on ne peut concevoir la chose perçue sans quelqu'un qui la perçoive, il reste que la chose se présente à celui-là même qui la perçoit comme chose « en soi ». Le corps et le monde ne sont plus côte à côte, le corps assure « une fonction organique de connexion et de liaison, qui n’est pas le jugement, mais quelque chose d'immatériel qui permet l’unification des diverses données sensorielles, la synergie entre les différents organes du corps et la traduction du tactile dans le visuel [...] ; dès lors, Merleau-Ponty affronte le problème de l'articulation entre la structure du corps et la signification et la configuration du monde. »
« La chose n'est pas positive, elle n'existe que par ses horizons. Le visible est inachevable il n'y a pas de signification close » écrit Claude Lefort.

### Comportement
Selon le psychologue allemand  Wolfgang Köhler : « Le comportement, c'est-à-dire la réaction de systèmes vivants aux facteurs du milieu, est le seul domaine qui puisse être étudié par la psychologie scientifique. »
À l'origine les théories sur le comportement étaient de nature mécaniste ; le comportement était compris comme une simple réponse-réflexe à une stimulation extérieure. Tout comportement était donc réduit à une chaîne de causes et d’effets, une chaîne d’actions et de réactions, qu’il s’agisse des comportements les plus simples (actions motrices), ou des comportements les plus complexes (la pensée). L’organisme est assimilé à une machine, or les psychologue eux-mêmes se rendent compte de l'insuffisance de cette formule. Loin de répondre à un environnement indifférent l'organisme semble répondre à un environnement qu'il a déjà en quelque sorte façonné et doté d'une signification d'ensemble. Merleau-Ponty reprend ce constat en s'appuyant sur les conclusions convergentes de la « théorie de la Forme », développée par des théoriciens allemands, la Gestalttheorie note Florence Caeymaex. Cette théorie ambitionne de comprendre « la structure indécomposables des comportements humains. » Ainsi entendue la Forme ou « Gestalt » répond aux trois déterminations suivantes : elle est une totalité, elle est non substantielle, d'une structure qui l'apparente à l'organisme.

### Concret
Dans les Ideen I, « concret ne signifie pas empirique ; une essence concrète est indépendante et de laquelle dépendent les moments abstraits ; chaque vécu est par exemple concret, de même le flux temporel des vécus. »

### Connaissance
En phénoménologie la connaissance est comprise comme une relation entre acte de pensée et intuition remplissante « Au fondement des Recherches Logiques, de Husserl, se trouve en effet une distinction entre deux types d’actes : d’une part les actes de pensée, que Husserl nomme également actes signitifs ou actes de signification, et d’autre part les actes d’intuition ; les deux devant se joindre pour donner lieu à une connaissance. Pour définir de manière élémentaire [...] Un acte de signification dit simplement quelque chose d’un objet. Si cet objet est donné effectivement dans un acte d’intuition correspondant, si je vois effectivement qu’il est tel que je le décrivais (ou, au contraire, qu’il n’est pas ainsi), alors la simple signification acquiert une valeur de vérité ». On a donc, d’un côté, un acte de pensée ou de signification (la proposition : « cette maison est verte ») mais qui en lui-même demeure vide, comme un concept aveugle que rien ne vient appuyer dans la perception empirique ; et de l’autre côté un acte d’intuition qui peut venir remplir cet acte de pensée vide, et ainsi le vérifier de façon intuitive. On saisit dès lors la notion husserlienne de « remplissement », qui précisément désigne la synthèse entre un acte de pensée ou de signification et un acte intuitif. »

### Conscience
Chez Husserl, résume Paul Ricœur, « la conscience peut prendre trois sens. En un premier sens elle est l'unité d'un même flux de vécu ; en un second sens, elle est l'aperception interne des propres vécus saisis dans leur « ipséité » vivante. Ces deux premiers sens sont liés par la continuité du temps, l'évidence de la perception interne reposant sur la rétention du passé immédiat dans le présent de la réflexion. En un troisième sens, la conscience c'est tout vécu en tant qu'intentionnel. » Emmanuel Levinas écrit « la conscience est intentionnalité, rapport à l'être transcendant, le concept d'« intention significative » permet de comprendre pourquoi tout objet de pensée qui ne s'accompagne pas de sa donnée intuitive n'est pas réalité. » Emmanuel Levinas précise « l'intentionnalité de la conscience n'est pas un regard vide, une lumière transparente dirigée sur les objets; la transcendance de l'objet, par rapport à la conscience est constituée par un ensemble riche et multicolore d'intentions. »
La conscience au sens large est entrelacée avec le monde naturel à la fois comme conscience de vécu et conscience du monde. En langage husserlien cependant « la région conscience est autre que la région nature, elle est autrement perçue, autrement existante, autrement certaine. » Husserl attribue à la réflexion la scission entre la conscience vécue et le monde des choses. De cette scission d'ordre « éidétique », la réalité et la conscience apparaîtront comme deux régions d'être différentes, la région monde et la région conscience, introduisant ainsi le problème nouveau d'un rapport entre deux « régions » d'être.
La conscience trouve dans la succession des vécus de la conscience qui s'insèrent dans le « flux des vécus » son expression concrète. Comme le remarque Renaud Barbaras, « le propre du vécu est qu'il ne peut être mis en doute [...]a conscience apparaît comme le résidu de l'« épochè ». »
Husserl distingue la conscience intentionnelle et la conscience absolue ; distinction qui repose sur le fait que les actes intentionnels s'écoulent dans le temps alors que la conscience absolue est une appréhension du temps qui elle-même n'est pas dans le temps. Les prédicats temporels tels que « maintenant », « auparavant », « successivement », « simultanément » ne s'appliquent pas à la conscience absolue elle-même, mais seulement aux objets temporels immanents tels que les vécus intentionnels de perception.
Dans la Phénoménologie de la perception, Merleau-Ponty fait de la « perception » à qui il attribue une certaine conscience, la modalité originaire de notre premier rapport au monde. Cette conscience perspective qui se présente comme une conscience incarnée (le fait du corps) « de même essence que les choses avec lesquelles elle est en contact » va lui permettre de dépasser le dualisme cartésien de la chair et de l'esprit. Cette expérience perceptive est le fait du « corps propre » note Florence Caeymaex. Dans le Visible et l'Invisible, son dernier ouvrage, Merleau-Ponty considère comme mythologique la « conscience de soi » car « la conscience n'est plus séparable d’une parole dont les pouvoirs de nomination ont pour assise la structure différentielle de la signification. »

### Conscience transcendantale
Au bout de la réduction phénoménologique c'est-à-dire une fois réalisée la suspension de tous les éléments mondains et comme ultime étape, le phénoménologue se trouve devant un reste (un « résidu » selon l'expression d'Husserl) qui de par sa spécificité d'essence n'est pas affecté par la réduction à savoir la « conscience pure ». Cette conscience pure, donatrice de sens, est aussi appelée conscience transcendantale en raison du chemin qu'il a fallu emprunter pour y accéder à savoir l'époché transcendantale. Renaud Barbaras décrit ainsi ce chemin : « la conscience apparaît comme « intentionnelle », c'est-à-dire comme visant un objet qui s'« esquisse » dans ses aspects. Une fois l'« épochè » accomplie, cette relation intentionnelle se transforme en relation « transcendantale », l'être visé de l'objet se transforme en être « constitué » [...] la différence entre conscience et objet n'est plus une différence régionale mais une différence transcendantale, c'est-à-dire ontologique. »
La réduction vise à conquérir la « conscience transcendantale » ou conscience pure, c'est-à-dire une conscience qui constitue en son sein la transcendance qui caractérise la réalité elle-même. « La conscience transcendantale n'est pas une conscience en général mais une possibilité concrète en chacun de nous, plus concrète et plus intime que notre nature humaine qui n'est qu'un rôle [...] qu'une manière de nous apercevoir comme objet » écrit Emmanuel Levinas.

### Constitution
En phénoménologie le verbe « constituer » ou le mot de « constitution » est employé au sens fort. Constituer consiste à donner sens à ce qui se présente sur la base de l'opposition entre le « constituant » et le « constitué ». « La constitution n'est pas l'acte de produire un objet dans le monde, mais l'acte par lequel un sens d'objet se forme dans le cours de l'expérience » écrit Emmanuel Housset. C'est pourquoi Alexandre Lowit traducteur de L'idée de la phénoménologie peut écrire : « l'analyse de la constitution de la présence phénoménale des choses [...] n'est en vérité que la théorie de leur être même. »
Dans le cours de l'analyse phénoménologique le moment de la « constitution » se présente comme le pendant opposé et positif de celui de la réduction. Paul Ricœur introduit la problématique soulevée par le concept de « constitution » sous la forme de quatre questions : Qu'est-ce que la thèse du monde ? Qu'est-ce que le réduire ? Qu'est-ce que constituer ? Qu'est-ce qui est constitué ? Une fois notre croyance naïve en l'existence du monde suspendue par l'« épochè », nous pouvons nous intéresser à ses modes de « donation », sur la diversité des modes d'apparition et leurs structures intentionnelles, note Dan Zahavi.
Pour Jean-François Lavigne, « la constitution doit être comprise et décrite de deux manières, étroitement liées : d'abord au sens statique, comme un système de possibilités normatives déjà disponible, pré-organisé, dont on peut analyser la forme et le fonctionnement ; puis également, et sur cette base, au sens génétique,en tant que processus dynamique qui opère une synthèse en acte et a donc un caractère productif. »
Pour Emmanuel Levinas, « la « constitution » husserlienne est une reconstitution de l'être concret de l'objet, un retour vers tout ce qui a été oublié dans l'attitude naturelle braquée sur l'objet [...] La manière phénoménologique consiste à retrouver ces voies d'accès, toutes les évidences traversées et oubliées. » Eugen Fink traitera, au dire de Natalie Depraz, de naïve cette réversibilité. Jean-Luc Marion précise « au contraire de la méthode cartésienne ou kantienne, la méthode phénoménologique, même lorsqu'elle constitue les phénomènes, se borne à les laisser se manifester ; constituer n'équivaut pas à construire, ni à synthétiser, mais à donner un sens ou plus exactement à reconnaître le sens que le phénomène se donne lui-même et à lui-même. » Sur ce sujet on lira la thèse de Jean-Baptiste Fournier consacré à la comparaison de la notion de constitution chez Husserl et Rudolf Carnap.
Le dévoilement du processus de constitution du monde par la « subjectivité constituante » présuppose une réduction préalable. De fait, c'est par l'époché que « l'être visé de l'objet se transforme en être constitué » note Renaud Barbaras. Il apparaît qu' « au sein de l'attitude naturelle, la vie transcendantale constituante opère à l'aveugle selon sa tendance téléologique interne. Elle ne sait rien d'elle-même. Elle vit éperdument prisonnière de la clôture naïve de son identité mondaine » écrit Jean-Marc Mouillie dans sa contribution.
Expliquer la constitution de l' alter ego (la présence d'autrui), à partir de l' ego constitue une difficulté plus grande encore note Renaud Barbaras qui s'interroge « comment se fait-il que mon ego, à l'intérieur de son être propre, puisse en quelque sorte « constituer » l'autre ego justement comme lui étant étranger, c'est-à-dire lui conférer un sens existentiel qui le met hors du contenu concret du moi-même concret qui le constitue ? » « Il s'agit de faire apparaître l'étranger comme une possibilité de l' ego constituant. Le problème d'autrui porte la charge d'un achèvement de la phénoménologie, c'est-à-dire, d'une constitution du monde dans son sens véritable, à savoir comme monde objectif, monde public » écrit Renaud Barbaras.

### Corps propre
Déjà connue par Descartes (Méditations métaphysiques, sixième), la notion de « corps propre » a été particulièrement développée par le philosophe Maurice Merleau-Ponty dans son ouvrage  Phénoménologie de la perception. On appelle corps à la fois ce que l'on peut percevoir et ce sans quoi on ne peut percevoir. En tant que je peux le percevoir, mon corps est une chose dans le monde : c’est le corps objectif ; en tant qu’il est condition de ma perception, je ne peux le percevoir : c’est le « corps phénoménal ». Le corps, dit Maurice Merleau-Ponty, est avec moi, jamais devant moi. Contrairement aux objets, mon corps est rivé à sa perspective : il ne peut être vu d’un autre angle que celui sous lequel je le vois — autant que je peux le voir — effectivement. Le corps est notre lien avec le monde, Merleau-Ponty se propose de « réexaminer la définition du corps comme objet pur pour comprendre comment il peut être notre lien vivant avec la nature. »
La notion de « corps propre » (on parle aussi de corps-chair en référence à son être incarné dans le monde) est l'expression utilisée par les philosophes pour désigner le corps avec son caractère « humain », par opposition au corps simplement envisagé sous un angle matériel. Les Allemands ont deux mots, ils distinguent la Leib (la chair) du Körper (corps). Le « corps propre » désigne la manière humaine de vivre notre corps, habité par une conscience et doté d’intentions, alors que le corps matériel n’est qu’une matière inanimée. Notre corps nous l'expérimentons comme faisant partie de nous-mêmes. Nous ne faisons pas l'expérience de notre corps (seulement) comme un objet externe que nous percevons ; mais nous le sentons comme étant nôtre, nous en souffrons comme une partie de nous. C'est le corps conçu comme un ensemble de significations vécues, et non pas comme une réalité matérielle au sens strict, qui conditionne toute notre expérience et notre existence : à la notion de corps matériel se substitue l’idée de corps propre, d’organisme qualifié par son appartenance à une destinée. « Les corps-objets se trouvent dans l’espace, ils sont séparés les uns des autres par des distances, ils sont visibles à partir d’une perspective. Le « corps propre », lui, constitue un centre d’où partent distances et direction. » « Le corps propre est cet « incroyable arrangement » pour lequel le monde se phénoménalise, par lequel la « lumière » advient et dont la dimension perceptive est corrélative de l’appartenance ontologique. »
La notion de « corps propre » est étrangère à l'idée d'« enveloppe corporelle » de la tradition. « J'éprouve mon corps comme puissance de certaines conduites et d'un certain monde, je ne suis donné à moi-même que comme une certaine prise sur le monde. » Toujours présent ce corps grandit au cours du temps car « les actions dans lesquelles je m'engage par l'habitude s'incorporent leurs instruments et les font participer à la structure originale du corps propre. Quant à lui, il est l'habitude primordiale, celle qui conditionne toutes les autres et par laquelle elles se comprennent. » Lucia Angelino écrit : « Comme puissance d’un certain nombre d’actions familières, le corps a ou comprend son monde sans avoir à passer par des représentations », il sait d’avance — sans avoir à penser que faire et comment le faire —, il connaît — sans le viser — son entourage comme champ à portée de ses actions. (Notre corps) s’annexe les choses, qui cessent d’être des objets pour devenir des quasi-organes, contribuant à l’amplitude de notre ouverture corporelle au monde. »
Ce qui est important pour Merleau-Ponty c'est que la perception est déjà « conscience » et que cette conscience reste néanmoins l'activité d'un corps. « Au niveau de la perception, âme et corps, esprit et matière ne peuvent être distingués. Il apparaît donc que le corps n’est pas simplement une chose parmi d’autres choses, ses liens avec le monde dépassent les liens de causalité pure et simple, le corps est déjà porteur d’esprit » écrit Florence Caeymaex.
En devenant « un système de systèmes voué à l’inspection d’un monde [...], une structure originaire qui seule rend possible le sens et les significations, comme cadre à partir duquel toute expérience et connaissance du monde sont possibles » le concept de « corps propre » prend, chez Merleau-Ponty, une signification ontologique. Merleau-Ponty écrit : « l'expérience révèle sous l'espace objectif, dans lequel le corps finalement prend place, une spatialité primordiale dont la première n'est que l'enveloppe et qui se confond avec l'être même du corps (d'où la notion de corps propre ou phénoménal). Être corps, c'est être noué à un certain monde [...], notre corps n'est pas d'abord dans l'espace : il est à l'espace. »

### Corrélation
« Tout « étant », quel qu'en soit le sens, et quelle qu'en soit la région, est l'index d'un système subjectif de corrélation. » Ce qui veut dire que à chaque fois que nous percevons un objet, nous y investissons un intérêt qui relève de notre subjectivité. Husserl complète son observation par la thèse « qu'une chose se présente dans des données subjectives et uniquement dans telles données n'est pas seulement un fait mais une nécessité d'essence. » Pour Renaud Barbaras « ceci revient à dire que la référence à une conscience est impliquée dans l'être même du monde. » Husserl parle à ce propos d'une « loi de corrélation » qu'il pose comme « a priori universel. »
L' idée de « phénomène » implique donc la corrélation stricte des choses dans leur apparaître, dans leur manière de se présenter ou de se donner et de la conscience à laquelle ou à qui les choses apparaissent. L'étant ne pouvant être autrement que selon le mode sous lequel il se donne à la conscience, Husserl pourra se tourner vers l'étude des multiples vécus de conscience dans lesquels les choses se donnent. Renaud Barbaras en tire la conclusion que « la scission classique de l'être et de l'apparence disparaît comme problème. » « La position d'un en-soi, étranger à la subjectivité, d'une réalité absolue, qui était celle de la métaphysique classique, est récusée. » Corrélativement, une telle conception met en jeu le sens d'être de cet étant particulier qu'est la conscience. La position d'un en soi étranger à la subjectivité est définitivement récusée avec son corollaire, « la problématique classique du rapport à l'objet et de la valeur objective. »

### Cosmos
Le terme de « Cosmos » désigne chez les présocratiques le monde conçu comme système, c'est-à-dire « une totalité englobante où viennent s'équilibrer les éléments opposés selon un jeu de combinaisons systématiques et périodiquement alternées. » Serge Meitinger écrit à propos de l'usage de cette notion par Eugen Fink « Eugen Fink se refuse à penser comme deux entités séparées le jeu de l'homme dans sa vie quotidienne et le jeu donné pour celui du monde [...] l'unité du jeu , il la trouve en la notion de monde comme cosmos (c'est-à-dire ordonnance) et totalité (c'est-à-dire comme Un et Tout se faisant) le monde n'étant jamais un objet placé devant nous mais la région de toutes les régions, le temps de tous les temps. Ce faisant Eugen Fink laisse résonner la parole d'Héraclite. »

### Déhiscence
En philosophie et particulièrement en phénoménologie, la « Déhiscence » est une notion issue de la botanique qui par transposition tente de penser la relation de l'être voyant à l'être visible comme identité dans la différence selon la définition de Pascal Dupond dans son Dictionnaire du vocabulaire de Merleau-Ponty. Celui-ci cherche à comprendre l'unité à partir de la différence. Ce dont il est question est le dépassement de l'alternative qui nous condamne à ne saisir simultanément le sujet et l'objet que dans le surplomb et l'extériorité (réalisme) ou dans la fusion et la coïncidence (subjectivisme) : « Il s'agit de penser l'expérience, non plus comme accouplement, mais à l'inverse comme fission faisant naître l'un pour l'autre le sentant et le sensible sur fond d'unité de la « chair ». Il ne s'agit donc plus de penser le « un » sur fond de « deux » (Soi / le monde), mais le « deux » sur fond de « l'un. » La déhiscence doit être pensée comme « unité qui éclate en dualité » : « La perception n'est plus comprise comme relevant par essence d'un sujet, elle est un événement de l'être même, de la chair du monde. »
Faire l'expérience de la déhiscence demande, selon Merleau-Ponty, qu'on replace l'être unique, l'objet singulier dans le tissu de notre propre vie dans laquelle notre propre corps se voit lui-même et se fait lumière naturelle ouvrant au visible son intérieur, pour qu'il devienne (à travers mon corps phénoménal) mon paysage.
Claudia Serban, rapproche la notion merleau-pontienne de « déhiscence » avec la notion de « fissuration » ou Zerklüftung des Seyns des Beiträge zur Philosophie (Vom Ereignis) de Martin Heidegger.

### Dimension
En phénoménologie le terme de dimension n'élude pas absolument son sens spatial originaire. Il y a dimension lorsque « au-delà de l'individualité spatio-temporelle des choses rayonne une manière d'être (une essence active, un Wesen) ou un style qui les inscrit dans l'unité d'une expérience typique » (l'exemple le plus connu, le monde ouvert par la madeleine de Proust ou aussi par le trébuchement du narrateur sur le pavé de l'hôtel de la princesse de Guermantes). « Le monde est cet ensemble où chaque partie quand on la prend pour elle-même ouvre soudain des dimensions illimitées, — devient partie totale [...]. La « profondeur », par exemple, est la dimension insigne de l'espace où les choses s'ordonnent et se rassemblent dans l'unité d'un monde. »

### Donation
Dans l'attitude naturelle, est considéré comme « donné » l'ensemble des contenus fournis par les sens. Le fait d'être « donné » est purement et simplement assimilé au constat de l'existence d'un étant.
Chez Husserl, la Gegebenheit, « ne désigne pas le résultat d'une donation antérieure, mais l'état de ce qui est donné, le statut d'être-donné [...], l'expression husserlienne indique et préserve l'écart entre ce qui vient à l'apparition (est donné ainsi) et le mode selon lequel il apparaît. » Pour Husserl, tout a un sens et par conséquent tout se donne, même si tout ne se montre pas de la même façon. Un texte tiré de L'idée de la phénoménologie, qu'Emmanuel Housset reprend dans une traduction modifiée en indique l'ampleur « Il s'agit de mettre en lumière la constitution des différents modes de l'objectité [...] donation de la cogitatio, donation d'une unité phénoménale dans le flux phénoménal, donation du changement de cette dernière, donation de la chose dans la perception externe [...] Naturellement aussi les données logiques, la donation de la généralité, du prédicat, de l'état-de-chose, etc et la donation d'une absurdité, d'une contradiction, d'un non-être, etc. »
La phénoménologie tourne son regard vers le sens du verbe « donner », en ce qu'il accomplit la présence. Jean-Luc Marion écrit « Si le phénomène se définit, notamment chez Heidegger, comme ce qui se montre à partir de « soi-même » comment concevoir qu'il puisse déployer un soi ? Un tel soi ne devient pensable que parce que ce qui se montre, plus originairement, autrement dit « se donne » [...] Apparaître, en dernière instance, revient à la donation intrinsèque et immanente du phénomène par lui-même. » C'est encore Jean-Luc Marion qui parle de privilège de donation « de quelque manière et par quelque moyen que quelque chose puisse se rapporter à nous, absolument rien n'est, n'advient, ne nous apparaît ou ne nous affecte, qui ne s'accomplisse d'abord, toujours et obligatoirement sur le mode d'une donation. »
L'inadéquation que Husserl observe dans le phénomène de la « perception » « ne désignerait pas un caractère de la connaissance mais une propriété de l'être même de la chose, c'est-à-dire de son mode de donation » écrit Renaud Barbaras.

### Ego transcendantal
Descartes avait défini l'ego comme « chose qui pense ». En phénoménologie l'« ego transcendantal » ou ego absolu, apparaît au bout du processus de réduction phénoménologique comme le pôle de la conscience en tant qu'il est le fait du monde qu'il constitue. Avec la réduction l’apodicticité, c’est-à-dire la certitude absolue de mon ego et la vie pure de ma conscience se révèlent à moi. La pensée de Husserl a subi une évolution sur ce sujet. Dans une première étape, à l'époque des Recherches logiques, Husserl refusait de penser le « moi » comme quelque chose de spécifique, et réduisait ce moi à la « totalité unifiée » des vécus. Dans ces conditions la conscience ne pouvait être rien d'autre que « visée ».
C'est dans les Ideen I qu'est apparue la nécessité de les distinguer et d'assurer la première place à la relation entre chaque vécu avec le moi « pur ». En effet tout acte intentionnel : le fait d'être dirigé sur, occupé à, de faire l'expérience de... enveloppe dans son sens d'être un rayon qui émane du « moi », qui constitue un point d'origine, un pôle égologique qui demeure identique dans la suite des vécus. Il y aura désormais deux faces dans tout vécu une face orientée sur l'objet et une face orientée subjectivement c'est-à-dire procédant du moi. Dans une dernière étape l'ego devient le réceptacle de toutes les prises de position, le substrat des habitus. Les habitus vont déterminer, dans son processus d'auto-constitution, l'être de l'ego. Dans les Méditations cartésiennes, l'ego ne sera plus seulement le pôle identique mais vide qui vit ceci ou cela, mais un « moi » qui avec tout acte qu'il effectue, acquiert en tant qu'habitus une « propriété permanente nouvelle ».
Chez Husserl l'expression d'Ego transcendantal vise la vie de la conscience au sein de laquelle se met en place le monde « pré-donné » que la réduction a pour objet de suspendre. « Cette vie de la conscience où se met en place la « présupposition » de l'être du monde pré-donné y compris de l'être du philosophe comme homme de ce monde [..] précède toute mondanéité comme sa condition de possibilité », écrit Eugen Fink.
Ce subjectivisme husserlien a été critiqué, notamment par Merleau-Ponty. « La réduction pratiquée par Husserl, implique un dépassement de la finitude au profit d’un étant infini, « hors du monde », « démondanisé », constituant de toute réalité [...] l’ego transcendantal est immortel. Notre finitude anthropologique est comme déréalisée et l’idéalisme phénoménologique ne parvient pas à rendre compte de la donation d’une transcendance ; la conquête de la transcendance perceptive à partir de l’immanence subjective s’avère impossible. »

### Eidos
Le terme « eidos » doit être entendu au sens de l’essence des choses (par exemple, l’essence d’un chêne, l’essence d’un bouleau). Il s’agit donc, avec la réduction eidétique, de saisir ce qui nous permet de reconnaître une chose dès lors qu’elle nous apparaît. On peut aussi dire avec Eugen Fink« L'eidos est connaissable comme l'invariant d'un étant assuré de son identité à soi à travers le flux de la variation imaginaire des transformations possibles. » Ainsi « la « variation eidétique » fournit la méthode d'accès à l’essence. Par exemple, tout triangle est par essence composé de trois angles. Le fait, pour un triangle, d’être rectangle ou isocèle est inessentiel,. » La détermination phénoménologique de l'essence comme eidos vise l'existence « catégoriale » de cet eidos c'est-à-dire son engendrement par des actes de pensée spontanée. En phénoménologie, la connaissance « eidétique » concerne l'essence des choses, et non leur existence. La réduction eidétique conduit du phénomène psychologique et de la connaissance empirique à l'essence pure.
Tout individu possède un « fonds eidétique », c'est-à-dire une essence, que d'autres individus réels ou possibles possèdent. De même on définit des ensembles ou régions de l'être matériel qui possèdent un seul et même « fonds eidétique », telle par exemple que la « région nature », qui relèvent d'une science eidétique régionale. L'« eidos » se distingue du concept kantien d'« Idée » qui fait référence à une essence idéale. « L'« Idée » est une limite idéale alors que l'eidos est la structure même de l'objet sa forme catégoriale. »

### Empiètement
La réalité ultime du monde n'est pas composée de choses d'individus ou de concepts, parfaitement distinct les uns des autres et posés, là les uns à côté des autres dans le même espace et le même temps, mais dans une « unité » qui accepte par le mélange des éléments considérés comme incompossibles entre eux. « Le monde fait son unité à travers des incompossibilités telles que celle de mon monde et du monde d'autrui » écrit Merleau-Ponty.

### En-soi/Pour-soi
On doit à Sartre ce doublet conceptuel. En-soi signifie les choses en tant qu'elles sont elles-mêmes et rien d'autre métaphysiquement inertes et opaques. Le Pour-soi, au contraire, renvoie au monde de l’existence. L’homme est donc un être pour-soi, autrement dit sans essence, il n’est qu’une existence libre jetée dans le monde. C’est à lui de se construire une essence.

### Espace
Husserl s'interroge sur l'origine de notre perception de la spatialité. Il fait de la corrélation entre notre corps et la chose physique la source de notre compréhension de l'espace.
Avec Maurice Merleau-Ponty nous avons par rapport à l'idée classique d'un espace géométrique homogène et isotrope, réceptacle des choses, conçu comme réalité absolue ou avec Kant comme condition de possibilité un complet changement de perspective, le corps devenant le seul et unique principe de la connaissance spatiale. Merleau-Ponty écrit « l'expérience révèle sous l'espace objectif, dans lequel le corps finalement prend place, une spatialité primordiale dont la première n'est que l'enveloppe et qui se confond avec l'être même du corps (d'où la notion de corps propre ou phénoménal). Être corps, c'est être noué à un certain monde [...] notre corps n'est pas d'abord dans l'espace : il est à l'espace. » « Le corps, le sujet corporel, est à l’origine de la spatialité, il est le principe de la perception. » Le corps n'intervient pas seulement pour garantir l'existence de l'espace, il ne fait pas que le fonder, « il en détermine aussi l’articulation et en institue la structure eidétique [...] Distances et directions dépendent du schéma corporel qui, seul, fonde l’orientation des objets du monde par rapport au sujet percevant (le corps est bel et bien « le pivot du monde… le terme inaperçu vers lequel tous les objets tournent leur face) », écrit Pascal Dupond.
À noter que l'espace est pré-constitué avant toute perception. En effet pour Merleau-Ponty, contrairement à la tradition, « l'orientation dans l'espace n'est pas un caractère contingent de l'objet mais le moyen par lequel je le reconnais et j'ai conscience de lui comme d'un objet [...]. Renverser un objet c'est lui ôter toute signification. » Il n'y a pas d'être qui ne soit situé et orienté, comme il n'y a pas de perception possible qui ne s'appuie sur une expérience antérieure d'orientation de l'espace. La première expérience est celle de notre corps dont toutes les autres vont utiliser les résultats acquis. « Il y a donc un autre sujet au-dessous de moi, pour qui un monde existe avant que je sois là et qui y marquait ma place » écrit Merleau-Ponty.

### Épochè
Épochè est un mot grec (ἐποχή / epokhế) qui signifie « arrêt, interruption, cessation ». Au sens strict, il convient de distinguer l'époché de la réduction. « L'épochè est une mise en suspension de mon jugement, de ma manière d'interagir avec le monde. Par l'épochè, je m'accorde un espace de liberté essentiel pour entrevoir la possibilité d'envisager le monde sous un regard différent de celui que j'ai l'habitude d'adopter naturellement, un espace pour permette l'acquisition d'un autre rapport au monde. Selon Dan Zahavi, d'après François Rousseau. » « Alors que l'épochè est une suspension du jugement ontique naïf et donc, peut être caractérisée comme la porte d'entrée, la réduction est changement d'attitude qui thématise la corrélation entre le monde et la conscience, découvrant ultimement le fondement transcendantal. » « L'époché est réflexive, c'est-à-dire qu'elle est une suspension de croyance du spectateur réflexif qui observe, la croyance au monde dans l'actualité de son accomplissement vivant sans y participer » écrit Eugen Fink. Eugen Fink note : l'époché n'est pas la mise entre parenthèses de tous les objets individuellement saisissables mais la mise entre parenthèses de l'aperception du monde, c'est-à-dire, de la croyance au monde et aussi bien l'auto-aperception de l'homme-ego qui s'y situent.
Autrement dit, l'épochè me dispose à un changement d'attitude, celui opéré par la réduction phénoménologique. En vue d'aboutir à cerner la pureté du phénomène en soi, il s'agit de « mettre entre parenthèses » le monde tel que nous le fait voir l'attitude naturelle. Il s'agit de s'interdire aussi tout jugement portant sur l'existence « spatio-temporelle », en mettant notamment « hors circuit » toutes les propositions scientifiques quel que soit par ailleurs leur degré d'évidence, on dit aussi que l'Épochè suspend la thèse du monde (la thèse de l'attitude naturelle).

### Esquisse
Nous ne percevons à proprement parler que des aspects des choses, ce que Husserl appelle des « esquisses », en allemand Abschattungen, ces dernières se succédant à l'infini et requérant une loi pour les unifier. L'intentionnalité permet cela, car elle est aussi un opérateur d'anticipations qui permet à l'esprit de combler les « blancs » ou « vides » de la perception pour constituer un objet intégral pour la conscience. Par exemple, nous ne nous contentons pas d'appréhender un dos ou un profil lorsque nous observons une personne, mais nous nous attendons à ce que les caractéristiques qui sont masquées pour la perception puissent être données, et l'intentionnalité fournit à la fois une loi qui unifie les esquisses données et celles auxquelles nous nous attendons naturellement. Ce que vise le concept d'esquisse c'est « non pas une absence pouvant être comblée par une présence, mais l'unité originaire d'une présence et d'une non-présence. »
Au niveau de la détermination d'un objet singulier dans la perception, Husserl parle d'une révélation fragmentaire et progressive de la chose. Cela tient à l'essence même de la conscience empirique qu'une chose se confirme sous toutes ses faces, continuellement en elle-même de manière à ne former « qu'une unique perception à travers un divers d'apparences et d'esquisses [...]. Cette analyse qui a un grand
intérêt en elle-même, a une portée philosophique considérable : elle est une étape de la réintégration du monde dans la conscience ; il faut défaire l'objet en « profils », en « modes » variables d'apparaître, pour en ruiner le prestige » écrit Paul Ricœur.

### Essence
Dans la pensée de Husserl, « l'essence n'est pas définie seulement comme « quiddité », ce que la chose est (son quid), mais comme la condition nécessaire de possibilité de certaines déterminations : c'est ce sans quoi tels contenus disparaîtraient. Tout ce qui appartient à l'essence d'un individu, un autre individu peut le posséder » écrit Renaud Babaras. Paul Ricœur insiste sur le caractère non métaphysique de sa vision de l'essence. La notion d'essence est aussi à distinguer de généralités purement inductives telles que lion, chaise, étoile selon les exemples qu'en donne Emmanuel Levinas. « On ne saurait nier que dans un très grand nombre de cas, nous ne pensons et ne nommons non point le particulier, mais son idée et que son idée ne soit le sujet de nos assertions [...] Nous énonçons des vérités qui concernent des objets idéaux. Dans ce sens les objets idéaux existent véritablement. »
C'est par le procédé de la variation imaginaire que Husserl obtient l'essence de l'objet. L'essence ou eidos est constitué par l'« invariant », c'est-à-dire ce qui demeure identique à travers les variations, par exemple une couleur ne peut être saisie indépendamment de la surface sur laquelle elle est étalée. Si nous faisons varier par l'imagination l'objet couleur et lui retirons son prédicat « étendue » nous supprimons la possibilité de l'objet couleur lui-même, l'étendue est donc bien l'invariant. L'essence peut aussi faire l'objet d'une intuition. Jean-François Lyotard écrit: « L'essence s'éprouve dans une intuition vécue ; la vision des essences n'a aucun caractère métaphysique [...] l'essence est seulement ce en quoi la chose même m'est révélée dans une donation originaire ».« Un objet individuel n'est pas seulement quelque chose d'individuel, un « ceci », quelque chose d'unique ; du fait qu'il a en « soi-même » telle ou telle constitution, il a sa spécificité, son faisceau permanent de prédicats essentiels qui lui surviennent nécessairement en tant qu'il est tel qu'en soi-même, de telle sorte que d'autres déterminations, celles-là secondaires et relatives puissent lui échoir » écrit Husserl,.
L'intuition de l'essence est au même titre que l'intuition de l'individu conscience de quelque chose qui est donné en personne dans cette intuition. Il y a des sciences de l'essence qui enveloppent le fond éidétique de tel individu ou de tel type d'individus. Husserl découvre « les lois éidétiques qui guident toute connaissance empirique [...] Il distinguera hiérarchiquement et en partant de l'empirique 1/ les essences matérielles (celles de vêtement par exemple) étudiées par des ontologies ou sciences éidétiques matérielles ; 2/ les essences régionales (objet culturel) coiffant les précédentes ; 3/ enfin l'essence d'objet en général. » Ainsi l'objet empirique par le biais de son essence matérielle s'intègre à un genre matériel suprême (une essence régionale) qui fait l'objet d'une ontologie régionale et d'une science qui en dégage les fondements théoriques essentiels. Mais le même objet, pour être objet, est aussi tributaire des déterminations de l'« objectivité » en général que Husserl rassemble sous l'appellation d'« ontologie formelle » (relation, groupe, ordre, propriété).
Merleau-Ponty conteste la séparation de l'essence et du fait. Il n'y a pas d'un côté « le fait comme individualité spatio-temporelle positive dans l'existence et l'essence comme universel positif dans la pensée ou, ce qui revient au même, dans le Ciel des Idées. » Pour ce dernier « les faits et les essences sont des abstractions : ce qu'il y a, ce sont des mondes, un monde et un Être, non comme somme de faits mais par l'impossibilité du non-sens ou du vide ontologique. »

### Être-au-monde
La notion d'« être-au-monde » prend pour Husserl comme pour Merleau-Ponty un sens beaucoup plus empirique qu'elle ne l'a chez Heidegger (être-au-monde). C'est à partir des phénomènes réflexes que cette notion est introduite pour être élargie à tous les mouvements et opérations instinctives mal articulées qui traduisent « une certaine énergie de pulsation d'existence » et dont le sens total n'est pas possédé. « Dire qu'un animal existe, qu'il a un monde ou qu'il est à un monde ne veut pas dire qu'il en ait une perception ou conscience objective [...]. Le réflexe, l'habitude obéissent à une vue pré-objective [...], à la prise en compte d'une certaine consistance du monde qui par contre-coup interdit d'assimiler l'être-au-monde à une somme de réflexes. » Nous existons au milieu de stimuli constants et de situations typiques. Il y aurait « autour de notre existence personnelle comme une sorte de marge d'existence « impersonnelle », qui va pour ainsi dire de soi et à laquelle je me remets du soin de me maintenir en vie. » L'organisme vit d'une existence anonyme et générale, au-dessous de ma vie personnelle, le rôle d'un complexe inné.
Merleau-Ponty ayant recours au concept de « chair » accuse encore l'union intime du corps et du monde. « Mon corps est fait de la même chair que le monde (c'est un perçu), et de plus cette chair de mon corps est participée par le monde, il la reflète, il empiète sur elle et elle empiète sur lui [...], ils sont dans un rapport de transgression et d'enjambement » cité par Étienne Bimbenet. « La chair apparaît comme le « sol » invisible qui soutient et qui rend possible le rapport entre le sujet et le monde. Elle est le milieu originaire dans lequel nous vivons et où nous sommes en contact avec les choses. »

### Évidence
Par évidence on entend une certitude si claire et si manifeste par elle-même que l'esprit ne peut la refuser. Une « évidence apodictique » désigne ce qui présente un caractère d'universalité et de nécessité absolue. L'évidence est toujours l'évidence d'un donné. « Non seulement la forme évidente est nécessairement donnée (offerte, reçue), mais elle est en outre simplement et totalement donnée [...] n'est pas composée de parties hétérogènes qui devraient être maintenues ensemble par un acte synthétique [...] ne comprend en elle aucune partie qui serait cachée, c'est une donation totale et immédiate [...] toute évidence est une intuition [...] l'évidence peut être temporairement occultée par une vision courante qui semble naturelle [...] une fois enlevé ce qui la voile elle est immédiate sans intermédiaire [...] enfin la forme évidente se donne comme étant déjà là avant d'être découverte » écrit Robert Legros dans sa contribution à la revue Épokhé.
Descartes s'appuie sur l'évidence au sens traditionnel, alors que Husserl s'attache à en expliciter le concept. Pour lui, « la perfection de l’évidence peut s’entendre au sens de l’adéquation ou au sens de l’apodicticité. Au premier sens l’intuition est parfaite quand elle remplit l’intention ou inversement quand les intentions signifiantes n’excèdent pas le donné intuitif. Au second sens, elle est parfaite quand son objet, en tant que posé comme étant, résiste à l’épreuve de la fiction anéantissante. » « L'évidence est le mode de conscience spécifique où la subjectivité expérimente directement sous la forme d'une synthèse de remplissement intuitif l'objet lui-même. » « L'évidence ne se définit pas d'abord comme une transparence de l'esprit à lui-même, mais comme une donnée, une présence de l'être » écrit Emmanuel Housset. De Husserl cité par Jean-François Lavigne, « L'évidence n'est rien d'autre que le vécu de la vérité. »
En phénoménologie, la vérité saisie comme phénomène, ne peut plus être l'adéquation de la pensée avec son objet, ni se définir comme un ensemble de conditions a priori. La vérité ne peut être définie que comme « expérience vécue » : c'est-à-dire par ce que l'on entend par l'« évidence apodictique ». L'épochè, remplace la certitude absolue mais naïve dans l'existence du monde par une démarche qui consiste à prendre successivement appui d'évidence en évidence et pas à pas jusqu'à son « remplissement » c'est-à-dire, l'indubitabilité qu'apporte l'idée de fondation absolue. D'autre part, précise Jean-François Lyotard, « Dans tout jugement est inclus l'idéal d'un jugement absolument fondé [...] Le critère d'une fondation absolue est son accessibilité totale [...] Il y a évidence quand l'objet est non seulement visé mais donné comme tel [...] l'évidence étant la présence en personne, elle ne relève pas du subjectivisme [...] Pour la phénoménologie, l'évidence n'est pas une simple forme de la connaissance, mais le lieu de la présence de l'être. » « De ce point de vue, empiristes et rationalistes tombent dans la même erreur : ils comprennent l'évidence comme un mode subjectif de présence à soi et non comme un mode de données des choses. » La science utiliserait l'évidence sans en savoir exactement la nature. De Husserl cité par Jean-François Lavigne, « L'évidence n'est rien d'autre que le vécu de la vérité. »
Comme la vérité s'éprouve toujours dans une expérience actuelle, il n'y a pas de vérité absolue, note Jean-François Lyotard, « elle se définit en devenir comme révision, correction et dépassement d'elle-même, cette opération se faisant toujours au sein du présent vivant. »
« Dans l'évidence au sens large, nous avons l'expérience d'un être et de sa manière d'être ; c'est donc qu'en elle le regard de notre esprit atteint la chose même [...]. L'évidence parfaite et son corrélatif la vérité se présentent comme une idée inhérente à la tendance de connaître, de remplir l'intention signifiante », écrit Husserl.

### Expression
« Merleau-Ponty nomme par le concept d’expression le phénomène le plus originaire de la vie intentionnelle, le fait que le sens du donné dépasse toujours le donné lui-même, à savoir que tout phénomène est vécu comme renvoyant à un autre que lui. La structure de renvoi est ainsi constitutive de tout apparaissant en tant que le donné renvoie par sa présence même à ce qui est caché de l’objet [...]. L’expression n’est pas la seule propriété des signes, mais devient celle de l’ensemble du réel en tant qu’il est en contexte et qu’il forme des situations qui ont du sens. »
Merleau-Ponty distingue l'expressivité du corps et l'expressivité des choses. Comme il y a un système symbolique du corps, il y a aussi du fait qu'une chose ne peut être perçue qu'à travers et selon les choses qui l'entourent un système symbolique et charnel des choses, auquel mon regard doit se plier ; croire à la perception d'un objet dans une position absolue est la mort de la perception. Merleau-Ponty découvre dans la chose un pouvoir qui « provient d'une vie expressive qui ne fait que la traverser en la joignant aux autres choses. »

### Foi perceptive
« La perception naturelle n’est pas une science, elle ne pose pas les choses sur lesquelles elle porte, elle ne les éloigne pas pour les observer, elle vit avec elles, elle est « l’opinion » ou la « foi originaire » qui nous lie à un monde comme à notre patrie, l’être du perçu est l’être anté-prédicatif vers lequel notre existence totale est polarisée. »
Maurice Merleau-Ponty définit ainsi ce qu'il appelle « foi perceptive » : « nous voyons les choses mêmes, le monde est cela que nous voyons : des formules de ce genre expriment une foi qui est commune à l’homme naturel et au philosophe dès qu’il ouvre les yeux, elles renvoient à une assise profonde d’opinions muettes impliquées dans notre vie. » « La foi perceptive enveloppe tout ce qui s'offre à l'homme naturel [...] qu'il s'agisse des choses perçues dans le sens ordinaire du mot ou de son initiation au passé, à l'imaginaire, au langage, à la vérité prédicative de la science, aux œuvres d'art, aux autres, ou à l'histoire. » Dans le Visible et l'Invisible Merleau-Ponty souligne la force de cette foi : « Parce que la perception nous donne foi en un monde, en un système de faits naturels rigoureusement lié et continu, nous avons cru que ce système pourrait s'incorporer toutes choses et jusqu'à la perception qui nous y a initiés. »
Pour Merleau-Ponty nous sommes toujours capables de suspendre notre adhésion au monde pour en faire une pensée du monde. « Cette pensée du monde n'est rien que dans ce retour à soi-même, je ne découvre pas un ensemble de prémisses dont il serait la conséquence, qu'il est au contraire prémisse [...] que nos reconstructions ou reconstitutions sont suspendues à une évidence première du monde qui m'indique lui-même. »

### Fonction symbolique
« Réorganisés dans des ensembles nouveaux, les comportements vitaux disparaissent comme tels [...] La fonction symbolique, comme capacité catégoriale d'objectiver le milieu et de varier nos points de vue sur lui, est l'attitude humaine fondamentale, qui sublime en nous le sens des conduites vitales et leur confère un sens neuf » écrit Étienne Bimbenet.

### Gestalt
Gestalt, terme allemand traduit en français par « forme » ou « structure ». « Il y a forme partout où les propriétés d'un système se modifient pour tout changement apporté à une seule de ses parties et se conservent au contraire lorsqu'elles changent toutes en conservant entre elles le même rapport. » La forme n'est pas un état de fait, une réalité physique mais dans une conscience l'avènement du sensible comme sens. Merleau-Ponty poursuit : « le vivant ne se réduit pas à la physico-chimie, l'originalité de son être est celle d'un sens d'être qui n'apparaît qu'au niveau macroscopique, l'organisme est « phénomène-enveloppe, il a une allure d'ensemble. »
La prise en compte du concept de forme oblige à considérer que la perception n'est pas une simple collecte de sensations, réunies ultérieurement, mais c'est la perception d'un tout, « d'une forme sur un fond, c’est saisir d’emblée une figure dans un champ perceptif, c’est avoir affaire à un univers structuré. »

### Horizon
« L'horizon est ce qui assure l'identité de l'objet au cours de l'exploration [...] La structure objet-horizon, c'est-à-dire la perspective, ne me gêne donc pas quand je veux voir l'objet, si tel est le moyen qu'ils ont de se dissimuler, elle est aussi le moyens qu'ils ont de se dévoiler [...] voir c'est entrer dans un univers d'êtres qui se montrent, et ils ne se montreraient pas s'ils ne pouvaient être cachés les uns derrière les autres ou derrière moi [...] Chaque objet est le miroir de tous les autres [...] La maison que je vois n'est pas la maison vue de nulle part mais la maison vue de toutes parts. »

### Hylè
Selon la définition d'Emmanuel Housset, « La « hylé » est la troisième composante du vécu avec la noèse et le noème. « Par hylétique, Husserl entend l'analyse de la matière (hylé),ou impression brute, d'un acte intentionnel, telle la perception, abstraction faite de la forme qui l'anime et lui confère un sens », écrit Paul Ricœur (comme le rouge d'un pull over rouge). Elle désigne les contenus des sensations [...], les datas hylétiques sont donc la matière sensuelle. » « L'étude de la « hylè » ressortit à la constitution des objets dans la conscience, en tant que l'intentionnalité l'anime. » La « hylè » est à la noèse ce que la matière est à la forme, en ce que la « hylé » correspond aux data de sensation. Ce que Husserl appelle « hylè » sera par exemple le rouge en tant qu'éprouvé, en tant que senti, lorsque la « hylè » est sentie bien que n'apparaissant pas, c'est à partir d'elle que quelque chose pourra apparaître.

### Idéalisme transcendantal
« C'est un idéalisme, qui n'est rien de plus qu'une explicitation de mon ego  en tant que sujet de connaissances possibles [...] Il est l'explicitation du sens de tout type d'être que moi, l'ego, je peux imaginer; et, plus spécialement, du sens de la transcendance que l'expérience me donne réellement : celle de la Nature, de la Culture, du Monde en général; ce qui veut dire : dévoiler d'une manière systématique l'intentionnalité constituante elle-même »

### Immanence
Immanence qui s'oppose à transcendance, se dit du caractère de la chose qui n'a besoin d'aucun rapport à autre chose pour être, valoir et signifier. Un principe métaphysique « immanent » est un principe dont non seulement l'activité n'est pas séparable de ce sur quoi il agit, mais qui le constitue de manière interne. Dans L'idée de la phénoménologie Husserl fait état d'un autre sens d'immanence qui qualifie « la présence absolue et claire, la présence-en-personne au sens absolu. » Tout ce qui ne peut pas être saisi « dans une présence-en-personne immédiate et complète » est transcendant.
Husserl comprend l'intentionnalité comme une forme particulière de l'immanence. Dans L'idée de la phénoménologie il introduit une distinction entre « immanence réelle ou effective » et « immanence intentionnelle » qui donnera naissance au noème.
L'immanence définit aussi une position critique vis-à-vis de certains concepts métaphysiques ayant recours à des principes extra-mondains.

### Intentionnalité
Toute conscience est « conscience de quelque chose ». Pour Franz Brentano, l'intentionnalité est le critère permettant de distinguer les « faits » psychiques des « faits » physiques : tout fait psychique est intentionnel, c'est-à-dire qu'il contient quelque chose à titre d'objet, bien que ce soit toujours d'une manière différente (croyance, jugement, perception, conscience, désir, haine, etc.). Hubert Dreyfus  écrit « tel qu'utilisé par Franz Brentano et ensuite par Husserl, le terme « intentionnalité » définit le fait que des états mentaux, tels que percevoir, croire, désirer, craindre, et avoir une intention (pris au sens courant), se réfèrent toujours à quelque chose. » Pour Husserl, il s'agit de penser le « vécu de conscience » comme une intention, la visée d'un objet qui demeure transcendant à la conscience, l'intentionnalité devient une structure de la conscience et non plus une relation intra-objective,. Emmanuel Levinas résume « l'intentionnalité est une pensée qui a un sens. »
Dans cette conception il n'y a plus deux choses, une chose transcendante, l'objet réel, et une autre immanente à la conscience qui serait comme un objet mental, mais une seule et même chose, l'objet en tant qu'il est visé par la conscience. « D'un point de vue phénoménologique, il y a seulement l'acte et son « corrélat » intentionnel objectif ; « être objet » n'est pas un caractère positif, ni une espèce particulière de contenu, cela désigne seulement le contenu comme corrélat intentionnel d'une représentation. » Le philosophe Jan Patočka élargit le propos en affirmant que « le rapport entre les actes intentionnels et leurs objets ne peut être reconverti à des relations eidétiques purement objectives » et que toute relation aux autres ou au monde est de l’ordre d’une « visée » qui qualifie tout ce qui relève de la sensation, de la perception puis du jugement.
Il y a dans le concept de l'intentionnalité l'idée d'un fléchage vers un objet transcendant. Husserl s'inscrit dans l'interprétation traditionnelle qui veut que la théorie précède la pratique et que la perception et l'action impliquent l'activité mentale. Hubert Dreyfus relève, sur ce sujet, l'opposition entre Husserl et Heidegger. Pour ce dernier « l'activité pratique corporelle est le mode fondamental par lequel le sujet prête sens aux objets [...]  l'action et la manipulation d'outils ayant déjà une signification dans un monde structuré en termes de finalité. »
Emmanuel Levinas souligne l'originalité de cette découverte et résume « c'est le rapport à l'objet qui est le phénomène primitif et non pas un sujet et un objet qui devrait arriver l'un vers l'autre. » En foi de quoi le thème de la saisie de l'objet par la conscience qui motive les théories de la connaissance s'avère être un faux problème.
Rudolf Bernet remarque chez Merleau-Ponty une accentuation « d'intérêt pour une intentionnalité précédant la représentation objectivante, sa critique de l'intellectualisme et de la philosophie réflexive. »

### Intercorporéité
« Les relations entre les humains ou même entre les vivants d'une même espèce ou d'espèces différentes (l'interanimalité) dessinent un « être
intercorporel», un « être d'indivision» fondé dans la réversibilité du sentant et du sensible. » Le monde est le lieu où se nouent la « corporéité » et l’« altérité ». Les analyses de Merleau-Ponty sur la question du « corps propre » renvoient chaque fois au corps de l’autre, aussi bien dans les études du toucher, de la sexualité, que dans celles de la parole. Autrui y apparaît comme corps et l’intersubjectivité devient inter-corporéité. « Le corps propre n’est qu’une relation, une participation, moi et autrui sommes depuis toujours liés, nous participons à la même source, à la même « chair ontologique ». »

### Intersubjectivité
L'expérience humaine n'est pas celle d'un être isolé, mais celle d'un être en rapport avec les autres. Comme le souligne Bernard Bouckaert dans son article, « on considère traditionnellement comme intersubjectif tout ce qui est indépendant de toute conscience quelle qu'elle soit et est par conséquent objectif. » Avec Husserl, l'objectivité est qualifiée d'intersubjective pour la raison « qu'elle dépend « constitutivement » d'une pluralité de sujets. » La constitution du monde objectif ne serait donc plus que la révélation du phénomène de l'intersubjectivité qui suppose qu'en moi-même je sois aussi l'autre.
Dans le processus de constitution qui accompagne l'épochè, le problème de l'intersubjectivité prend un tour particulier et s'énonce ainsi : « comment se fait-il que mon ego, à l'intérieur de son être propre, puisse en quelque sorte constituer l'autre justement comme lui étant étranger, c'est-à-dire lui conférer un sens existentiel qui le met hors du contenu concret du moi-même concret qui le constitue ? » Bref il s'agit, pour résoudre ce paradoxe, de faire apparaître l'étranger comme une possibilité de l' ego constituant. Le concept d'« intersubjectivité », va servir à Husserl pour déterminer « le sens d'être du monde objectif qui est d'être un monde commun où chaque chose est la même pour tous », écrit Emmanuel Housset. En effet, Husserl conçoit l'objectivité du monde à travers l'intersubjectivité des « monades ». « En dernière analyse, c'est une communauté de monades et, notamment,une communauté qui constitue (par son intentionnalité constituante commune) un seul et même monde [...] elle est ainsi en qualité d'un nous transcendantal, sujet pour ce monde. » À noter que « le Nous n'est en rien une addition de plusieurs Je mais procède d'une co-constitution des Je les uns à l'égard des autres. » Pascal Dupond, parle de « la constitution d’une communauté de moi existant les uns avec et pour les autres et qui m’englobe moi-même ou d’une « sphère d’appartenance à la première personne du pluriel », intersubjectivité transcendantale qui constitue un monde commun. » Husserl invoque à ce propos une harmonie des monades
Les approches de Merleau-Ponty et de Heidegger se révèlent tout à fait différentes.

### Intuition
« Mode de la connaissance immédiate par lequel le sujet se met en rapport avec un objet sans médiation du raisonnement. Chez Kant, mode sur lequel le sensible nous est donné comme objet à connaître. »
En phénoménologie, l'intuition nomme les actes remplissant le sens : « en effet l'intuition donne l'objet lui-même, elle ne se contente pas de le viser elle l'atteint. » Alors que pour Kant il n'y a d'intuition que de données sensibles, l'intuition va désigner chez Husserl tout acte remplissant en général une visée préalable, acte sans lequel, rien ne serait donné et donc pensé (voir : Intuition catégoriale). Il y a de ce fait une multiplicité d'intuitions : l'intuition d'une chose individuelle ou d'une généralité comme homme en général ou bien l'intuition d'une vérité logique .
L'intuition n'est pas exclusivement matérielle, il y a une intuition des essences, comme il y a une « intuition catégoriale ». Paul Ricœur note « l'intuition de l'individu comporte la possibilité de convertir le regard du fait à l'essence ; le fait subsiste comme illustration ; mais quand je saisis l'essence, je ne pose plus l'individu comme existant dans le monde. »
Chez Husserl, « l'intuition désigne tout acte remplissant en général, sans lequel rien ne serait donné et donc pensé. Il y a de ce fait une multiplicité d'intuitions : l'intuition d'une chose individuelle ou d'une généralité (homme en général) ou l'intuition d'une vérité logique. »

### Intuition catégoriale
Le concept d' « intuition catégoriale » accepte au titre de donation originaire les rapports entre « étants », comme les formes collectives (une forêt, un défilé) et les formes disjonctives (A plus clair que B) ; cette extension élargit considérablement le domaine de la réalité, les catégories ne sont plus des formes subjectives mais peuvent être appréhendées à même l'étant. Husserl « parvient à penser le catégorial comme donné, s'opposant ainsi à Kant et aux néo-kantiens qui considéraient les catégories comme des fonctions de l'entendement. »
Il faut comprendre cette expression d'« intuition catégoriale » comme « la simple saisie de ce qui est là en chair et en os tel que cela se montre » nous dit Jean Greisch. Appliquée jusqu'au bout, cette définition autorise le dépassement de la simple intuition sensible, soit par les actes de synthèse (ainsi de l'exemple donné par Jean Greisch de la perception du chat sur le paillasson, qui est autre chose que la perception d'un paillasson plus la perception d'un chat ou les exemples du troupeau de moutons ou de la foule qui manifeste, enfin encore plus simple et plus évident la forêt qui est manifestement autre chose qu'une série d'arbres), soit par des actes d' idéation. « La subjectivité peut créer en elle-même, en les tirant purement des sources de sa spontanéité, des formations qui peuvent valoir comme objets idéaux d'un monde idéal. »
Avec l'idéation (l'espèce et le genre), l'« Intuition catégoriale » constitue de nouvelles « objectités » conclut Jean Greisch.

### Invisible
On doit à Pascal Dupond cette détermination de l'invisible dans la pensée de Merleau-Ponty : « il appelle invisible une armature intérieure» du sensible, que le sensible à la fois manifeste et cache et dont la présence compte au sensible comme celle d'un creux ou d'une absence ; le sensible, ce ne sont pas seulement les choses, c'est aussi tout ce qui s'y dessine, même en creux, tout ce qui y laisse sa trace, tout ce qui y figure, même à titre d'écart et comme une certaine absence [...], Merleau-Ponty se propose de penser l'invisible comme « profondeur » du visible, plutôt que comme objet ou noème d'une subjectivité. » Étienne Bimbenet note : « l'invisible est un possible comme prétendant à l'existence. » Pour « Merleau-Ponty l’horizon est un « nouveau type d’être » synonyme de l’invisible du visible. Ainsi, l’invisible n’est pas un « autre visible ‘possible’, ou un ‘possible’
visible pour un autre [...]. Autrement dit, la profondeur du visible. »

### Kinesthèse
Par ce terme Husserl nomme « l'unité de la réceptivité par laquelle les différentes données sensorielles s'ordonnent en un unique champ, champ visuel ou champ tactile et constituent ainsi un monde des sens. »

### Langage
Le premier Husserl défendait dans ses Logische Untersuchungen une compréhension classique du langage comme instrument de communication pour lequel il se promettait de réaliser une grammaire universelle qui fixerait les formes de signification indispensables à tout langage et de caractériser comme réalisation brouillée toutes les langues concrètes.
Pour Merleau-Ponty à l'inverse : « l'homme se sert du langage pour établir une relation vivante avec lui-même ou avec ses semblables, le langage n'est plus un instrument, n'est plus un moyen, il est une manifestation, une révélation de l'être intime et du lien psychique qui nous unit au monde et à nos semblables. » Le langage a un sens, mais il ne présuppose pas la pensée mais l'accomplit. « Le sens du mot, n'est pas contenu dans le mot comme son. Mais c'est la définition du corps humain de s'approprier dans une série indéfinie d'actes discontinus des noyaux significatifs qui dépassent et transfigurent ses pouvoirs naturels. » Dans la Phénoménologie de la perception Merleau-Ponty écrit « la parole est l'excès de notre existence sur l'être naturel [...], l'analyse de la parole et de l'expression nous fait reconnaître le caractère énigmatique du corps propre [...] (qui) doit devenir la pensée ou l'intention qu'il nous signifie. » Merleau-Ponty élargit à tout le monde sensible cette révélation d'un sens immanent ou naissant constatée dans le corps vivant.
Pascal Dupond écrit : « La perception est l’opération d’une « puissance ouverte et indéfinie de signifier » qui se dessine dans la nature, mais devient, dans la vie humaine, un vecteur de liberté. » C'est l'occasion pour Pascal Dupond de souligner l'ambiguïté de la conception du corps, à la fois esprit et objectivité, dont Merleau-Ponty fera usage dans son concept de « corps phénoménal ».

### Métaphysique de la présence
Métaphysique de la présence, est une expression par laquelle le courant phénoménologique entend se distinguer et se séparer de la tradition, notamment cartésienne. De son point de vue, il s'agit d'une métaphysique essentiellement axée sur le rapport quotidien que l'homme entretient avec le monde. « L’essence de ce rapport dans son unité intégrale et originaire est ce que l'on appelle présence, qui est à la fois présence du monde pour l’homme et présence de l’homme dans le monde dont il est une partie [...] Les structures de la présence sont celles de l’espace et du temps vécus avec leurs perspectives et horizons, et centrées sur le corps de l'homme », écrit Gerhard Huber.

### Monade
En phénoménologie, la monade est le plus souvent, le Je avec la totalité de sa vie intentionnelle. Elle constitue tout ce qui est « mien » écrit Emmanuel Housset. Selon Husserl, « le monde est « mien » par la familiarité ; par la fréquentation habituelle et qu'il entre dans ma sphère d'appartenance [...]  Le moi complet, la concrétion de l'Ego, c'est : moi comme pôle identique, plus : mes habitus, plus : mon monde. Tel est le sens de la notion de monade », écrit Paul Ricœur.

### Mondanéisation
Concept qui appartient à la pensée husserlienne, tient une place particulièrement importante dans la phénoménologie du philosophe Eugen Fink. Selon Natalie Depraz, la mondéanisation est au sens strict constitution du monde, au double sens d'une constitution des objets (statique) et d'une constitution de l'auto-perception mondaine du sujet, d'une auto-constitution par conséquent (génétique).

### Monde
Comme l'écrit Emmanuel Housset, l'attention au « phénomène » du monde, à l'apparaître du monde dans sa transcendance constitue le point le plus constant de la pensée d'Husserl. Le fait que dans la perception l'objet se découvre, se dévoile et me soit donné implique, selon Husserl, l'existence d'un sol fondateur universel de croyance au monde que présuppose toute pratique. Husserl écrit « le monde, qui est présent à la conscience comme horizon, a dans la validité continue de son être le caractère général subjectif de la fiabilité, car il est un horizon d'étants connus en général, mais par là même inconnu dans ce qui relève des particularités individuelles [...] le sens d'être général du monde est un invariant et la certitude du monde est inaltérable. »
Eugen Fink écrit « toute question portant sur le monde est une question déjà située dans le monde qui est pour moi, à travers toute expérience et, motivée par elle, à travers la visée non-intuitive et l'acquis de l'être de ce qui est mondain passe la certitude permanente-fluante du monde qui en tant que sol permanent de toutes les questions, ne peut devenir un thème de question, fût-ce celle de savoir ce que le monde est, ce qui en lui, en tant qu'étant permanent, est et est à connaître, ce qui le détermine chaque fois par cela même dans son quoi. » Avec la « réduction transcendantale » le monde se transforme en phénomène du monde. « C'est la vie transcendantale absolue et concrète dans laquelle le monde et moi-même en tant que sujet humain sont des phénomènes ontiques [...] La réduction fait faire l'expérience de l'aperception transcendantale absolue et concrète du monde en tant que flux permanent » écrit Eugen Fink, qui en souligne deux aspects.
1. Son caractère unitaire, « cette vie est, malgré sa modification perpétuelle, l'unité d'une aperception du monde restituant-préservant sa croyance au monde[200]. »
2. Son universelle validité, « le monde que nous connaissons et où nous nous nous connaissons nous est donné comme un univers de validités, nous est donné dans une croyance universelle au monde, au sein de laquelle toutes les positions d'être particulières de l'expérience s'unissent pour former la thèse générale de l'attitude naturelle : la croyance à la réalité du monde[14]. » Maurice Merleau-Ponty écrit dans un passage de sa Phénoménologie de la perception « il y a certitude absolue du monde en général, mais d'aucune chose en particulier », cité par Étienne Bimbenet[201].

Avec la question de « l'origine du monde » est posée la question de l'origine de l'inébranlable croyance au monde qu'exprime l'attitude naturelle. Fink écrit, cette expression « origine du monde » : « n'est qu'une expression concise pour désigner la totalité des connaissances que la réduction rend possible et qui appartiennent à la philosophie transcendantale phénoménologique. »
Il est impossible à s'en tenir à une attitude exclusivement solipsiste, un monde qui ne serait que mon monde ne serait plus un monde. Le monde phénoménal qui nous est donné est un monde commun, objectif et partagé. Le sens même du monde objectif est d'être un monde commun, où chaque chose est la même pour tous si bien que Husserl pose dans ses Méditations l'équation: « objectivité » signifie « intersubjectivité » note Emmanuel Housset.
Dans les Méditations cartésiennes de Husserl apparaît l'expression de monde « anté-prédicatif ». Le monde « antéprédicatif » précèderait tout langage explicite, avant toute « prédication », tout jugement rationnel posé délibérément sur l'existence de quelque chose dans le monde, il garde ce que le langage rationnel peut contenir d'équivoque, d'ambigu, de non évident et de non explicite. « C'est à ce monde, constitué de choses données avant même la conscience par l'ego de cette donation, que Husserl nous invite à retourner par son mot d'ordre lancé à la philosophie: retour aux choses mêmes. »
Comme l'écrit David Chaberty dans sa thèse : « pour la métaphysique le monde est une somme de choses, et n’est pas reconnu comme une dimension supérieure dans laquelle viennent et disparaissent les choses, [...] où la dimension spatio-temporelle d’ensemble n’est pas aperçue, ni le jeu du Tout, dans lequel tout étant fini apparaît et disparaît, dans lequel quand l’un apparaît l’autre disparaît et inversement. » Chez Eugen Fink, notamment dans Le jeu comme symbole du monde, souligne Natalie Depraz le monde devient « une dimension qui se situe au-delà de la métaphysique onto-théologique et qui en tant que phénomène d'être total, englobe le tout de l'être et ne saurait être pensé comme somme des d'étants finis ni non plus comme horizon englobant des étants. » Le monde n'est pas seulement l'ensemble des étants « lorsque les choses naissent et périssent, augmentent et diminuent, se déplacent et se transforment, tout cela se produit manifestement à l'intérieur du monde. Par rapport à la position métaphysique traditionnelle Eugen Fink opère un renversement, le monde ne dépend plus de l'homme, mais au contraire l'homme dépend peut-être du monde note Françoise Dastur C'est en lui que se produisent le constant va-et-vient, l'apparition et la disparition, le changement de place et le séjour limité [...] qu'une chose s'accroît alors qu'une autre diminue, que l'un monte et l'autre décline, qu'une chose apparaît alors qu'une autre touche à sa fin [...] c'est dans le monde qu'il y a l'unité et la multiplicité » écrit Fink.

### Monde de la vie
Le « monde de la vie » traduit de l'allemand lebenswelt, est un concept repris du philosophe Wilhelm Dilthey que Husserl, s'appropriera plus comme une « rubrique » problématique que comme un concept parfaitement constitué. Cette notion désigne en gros, {{citation|le monde tel qu'il se donne par opposition au monde exact construit par les sciences modernes de la nature. On peut inclure dans ce concept toutes les prestations, concrètes comme abstraites, qu'un ego peut effectuer dans le cours naturel de sa vie (perception d'objet, de chose, de personne, pensée en général, jugement scientifique, hypothèse métaphysique, croyance de toutes sortes, etc.). « Husserl reproche aux sciences modernes d'avoir creusé un fossé infranchissable entre elles (le monde de la science) et le monde de la vie, le monde environnant (de la vie) (Lebenswelt, Lebens-umwelt) [...]. Le monde de la vie offre au phénoménologue un mode d'accès inédit à ce qu'il y a d'unitaire et d'originaire dans l'expérience. Cette unité est préalable à l'opposition d'un pôle objectif et d'un pôle subjectif, c'est-à-dire aussi à celle des sciences de la nature et des sciences de l'esprit. »
Dans sa « conférence » Husserl lie les deux traits intrinsèques qui caractérise le « monde de la vie », il est « originaire » et il est unitaire. Le « monde de la vie » offre au phénoménologue un mode d'accès inédit à ce qu'il y a d'unitaire et d'originaire dans l'expérience. Cette unité est préalable à l'opposition d'un pôle objectif et d'un pôle subjectif. À sa reprise par Husserl cette notion a déjà un siècle d'existence. Dans une note Julien Farges rapporte l'analyse d'un autre auteur « Ainsi l’histoire de ce mot fait-elle apparaître une évolution qui part du monde de la vie Welt des Lebens, qui passe par le monde du vivant  Welt des Lebendigen, pour nous conduire jusqu’au monde vécu erlebte Welt, et tout cela s’exprime en une seule et unique formule, celle de la lebenswelt. » Dans la Krisis un nombre important de paragraphes comporte cette expression de « monde de la vie » étudié sous divers angles par exemple, vis-à-vis des sciences, dans l'œuvre de Kant, face à l'attitude naïve, de la nécessité d'une ontologie du « monde de la vie ».

### Monde transcendantal
Le monde objectif qui existe pour moi, qui a existé ou qui existera, ce monde objectif avec tous ses objets, dont tout le sens et toute la valeur existentielle qu'il a pour moi, il les puise dans mon « moi transcendantal » que seule l' épochè révèle. « La position du monde qui est une position contingente s'oppose à la position de mon « moi pur » et de mon vécu égologique, qui elle, est une position nécessaire et absolument indubitable, chez Husserl. Toute « chose » donnée en personne peut aussi ne pas être, aucun « vécu » donné en personne ne peut ne pas être. », cité par Jean-François Lyotard.
Le monde naïf de l'expérience quotidienne, simplement posé et disponible de l'attitude naturelle, se transforme en « phénomène du monde ». Ce phénomène se présente à la fois comme une « mienne » vision du monde et une vision de la « chose même », manifestant là une antinomie fondamentale que la phénoménologie aura à résoudre, note Maurice Merleau-Ponty. Le monde n'est pas une collection de données ou de tableaux dont nous pouvons faire l'inventaire, l'expérience se caractérise par un perspectivisme fondamental. Cette expérience du monde, toujours engagée, ne s'offre à moi que selon un « certain point de vue », écrit Alphonse De Waelhens.
Notons qu'avec Merleau-Ponty le sujet ne sera plus le lieu pour découvrir et établir le monde, comme le pensait Husserl à la suite de Descartes. Dans l’expérience, le monde nous est plutôt donné par le corps, déjà lui-même « intentionnalité ». Par suite, c’est la perception qui nous indique la transcendance du monde, sans oublier notre relation intime à lui et notre vulnérabilité.

### Moi transcendantal
L'expression de « moi transcendantal » qui a pour rôle, chez Kant, de rendre compte de la continuité des « mois empiriques » a été reprise dans une autre perspective par Edmund Husserl. C'est en effet comme « reste » du processus de la réduction phénoménologique ou époché phénoménologique que ce terme réapparaît. « Par époché phénoménologique, je réduis mon « moi humain » naturel et ma vie psychique, domaine de mon expérience psychologique interne à mon moi pur et phénoménologique. » Dans les Méditations cartésiennes, Husserl précise : « ce moi, qui porte le monde en lui, à titre d'unité de sens, et qui, par là même, en est une prémisse nécessaire, ce moi s'appelle transcendantal. » Le  moi psychologique  ou empirique, et ce  moi réduit relevant du domaine de l'expérience interne transcendantale, ne sont donc pas à confondre. Le moi empirique est intéressé au monde, il y vit tout naturellement, à côté de lui, par une espèce de dédoublement, la réduction fait apparaître le moi transcendantal ou phénoménologique, qui se positionne comme un « spectateur désintéressé ». Bien qu'entre le moi psychologique, celui du cogito cartésien, et le moi transcendantal, il n'y ait, d'un point de vue mondain, aucune différence de contenu, le « moi transcendantal » se distingue en ce que la réduction enveloppe le monde dans sa totalité, « moi psychologique » inclus.

### Nature
« La nature n'est possible qu'à titre d'unité intentionnelle [...]. Le domaine des vécus en tant qu'essence absolue [...] est par essence indépendant de tout être appartenant au monde, à la nature et ne le requiert même pas pour son existence. L'existence d'une nature ne peut conditionner l'existence de la conscience, puisqu'une nature ne se manifeste que comme corrélat de la conscience » écrit Husserl, cité par  Jean-François Lyotard.
« Merleau-Ponty fait appel à une conception de la nature qui confère à celle-ci le sens d'un soubassement de l'existence spirituelle de la vie personnelle [...]. Cette nature est d'essence vivante, et la vie qui l'anime n'est ni exclusivement humaine, ni tout à fait inhumaine [...]. Elle est cet espace où un sujet peut advenir, ou encore, le lieu de la naissance [...]. La nature n'est pas étrangère ou opposée à l'homme, elle entretient avec lui un rapport essentiel [...]. Elle est, au sein de l'existence humaine ce qui ne lui appartient pas en propre » écrit Rudolf Bernet.

### Négativité
La phénoménologie se saisit de la notion de négativité à partir de l'expérience de la conscience et non plus seulement dans son sens logique (c'est-à-dire dans sa signification vide et indéterminée de non-étant). Husserl aborde la négativité avec le constat que « la chose ne peut jamais nous être donnée d'une manière absolue », et que donc« l'inadéquation de notre perception ne désigne pas un caractère de la connaissance mais une propriété de l' être même de la chose, c'est-à-dire de son mode de donation et qu'il s'agit là d'une nécessité d'essence. » La détermination pleine de la chose est indéfiniment repoussée, conséquence de la finitude essentielle de la perception.
Avec Heidegger la phénoménologie va donner à la négativité sous le nom de « finitude », un caractère positif en en faisant cela même « qui donne à l’homme sa puissance, celle qui le rend capable et qui ouvre des possibilités plutôt qu’elle n’en ferme » en opérant ainsi un renversement complet de la perspective traditionnelle.
Merleau-Ponty de son côté, confronté à l'impossibilité pour la perception de surmonter le dualisme philosophique entre le sujet et l'objet et à rendre compte des phénomènes les plus courants de l'expérience humaine, récuse une dialectique qui fait violence aux phénomènes. Il y a par exemple écrit Merleau-Ponty, « une difficulté inextricable de comprendre comment une conscience constituante peut en poser une autre qui soit son égale, et donc constituante aussi, puisque aussitôt la première passe au rang de constituée. » C'est à la mise en œuvre d'une nouvelle pensée de la « négativité » que Merleau-Ponty doit de pouvoir surmonter l'antinomie que révèle le rapprochement des perspectives indépendantes entre moi et autrui. « Du point de vue d'une philosophie négativiste, c'est-à-dire  d'une philosophie qui nie tout poids ontologique propre à l'être que nous sommes, le synchronisme des consciences est donné par leur commune appartenance à un Être (la chair du monde) dont aucune n'a le chiffre et dont elles observent toutes la loi. »
Le statut de la négativité fut la raison de la rupture entre Sartre et Merleau-Ponty. Françoise Dastur a écrit : « Sartre, voit dans « la réalité humaine », dans le « pour soi », une négativité extérieure à l'être lui-même assimilé à l'« en soi », ce qui demeure inexplicable, c'est le surgissement du « pour soi », et donc de « l'histoire », à partir de l'« en soi » ou de la « nature ». Merleau-Ponty veut au contraire montrer que c'est l'être lui-même compris comme « chair », qui contient en soi sa négation et qui s'ouvre ainsi « de l'intérieur » à l'expression de soi. C'est cette pensée d'un « empiètement », et non d'une opposition des contraires, que Merleau-Ponty nomme « hyperdialectique », et qu'il oppose au dualisme sartrien de « l'être » et du « néant ». »

### Noème
Selon Husserl, le noème serait l'objet « intentionnel » des actes de conscience, ou objet de pensée (et non pas : l'objet « en soi »), donc un objet de conscience comme tel. « Le phénomène premier qui se donne à la réflexion directe sur la conscience n'est pas un « je pense » mais un « je pense un objet » [...] l'objet de la cogitation est nécessairement donné et donné dans son mode de présentation à la conscience [...] le perçu en tant que perçu, le jugé en tant que jugé est inséparable de l'acte de conscience et c'est ce que Husserl appelle noème. » Par extension est « noème » toute donnée de l'intuition et tout contenu d'une proposition.
La notion de noème  est introduite pour exprimer en phénoménologie, dans le cadre de la réduction transcendantale, le passage de l'opposition traditionnelle entre conscience et réalité à leur corrélation puis à l'inclusion dans la conscience. Le noème devient une composante idéelle du vécu. Au cœur du noème, on trouve le « sens ». « Le noème est l'objet comme sens constitué par la conscience. »

### Noèse
En phénoménologie le terme de « noèse » fait référence à la forme du jugement qui peut être hypothétique, nécessaire ou simplement assertorique c'est-à-dire affirmant l'existence de quelque chose, forme qui se différencie du contenu du jugement (le noème). « C'est par la noèse, ou comme noèse, que la conscience devient conscience de quelque chose, c'est-à-dire rencontre un objet qui lui fait vis-à-vis. »

### Objectivité
Pour Husserl, le sens d'être du monde objectif est d'être un monde « commun » où chaque chose est la même pour tous. Ainsi « l'intersubjectivité est comprise comme une dimension essentielle du monde sans laquelle on ne peut pas dire que le monde est monde. »

### Objet
En phénoménologie, le terme d'objet ne doit pas être compris au sens étroit, « mais au sens le plus large de plus formel.Husserl le définit comme un quelque chose quelconque, comme le sujet d'un énoncé vrai. Il inclut non seulement des choses mais des états de choses, des propriétés, non seulement des individus mais des généralités, non seulement des matières mais des formes. C'est pourquoi Husserl propose de parler d'objectité » écrit Renaud Barbaras.

### Objet temporel
L'allemand Zeitobjekte est traduit par « objet temporel » par Henri Dussort traducteur des Leçons sur le temps et par « tempo-objet » par Gérard Granel, interprète de Husserl. Le terme « tempo-objet » souligne la signification particulière de l'expression allemande. Selon Granel, les tempo-objet ne sont pas du tout quelque chose qui apparaît, mais la façon dont est donné ou dont entre en apparition le perçu, « Par « tempo-objet », nous ne devons comprendre que le mode de constitution de la temporalité, [...] le phénomène au sens de la phénoménologie qui n'est nullement quelque chose qui apparaît. Les « tempo-objets » par conséquent ne sont pas du niveau du perçu, puisque le perçu est le lieu où l'objectivité se constitue [...] Les « tempo-objets » n'ont pas d'autre signification que de constituer la temporalité de la perception »-,. Toute perception de « tempo-objet », est accompagnée de la conscience d'une durée. L'« objet temporel » trouve son origine dans l'acte de perception et secondairement dans la remémoration et l'attente.
Ainsi remarque Husserl « quand un Son résonne, mon appréhension objectivante peut prendre pour objet le Son qui dure et résonne là, et non pourtant la durée du son ou le son dans sa durée. Celui-ci comme tel est un objet temporel. » Dans un Son qui dure n'est proprement « perçu » que le point de la durée caractérisé comme présent. De l'extension écoulée nous avons conscience dans des rétentions de parties de durée dont la clarté est déclinante au fur et à mesure de leur éloignement. De plus à cet obscurcissement correspond un raccourcissement de chaque maillon du Son tombant dans le passé comme une espèce de perspective temporelle analogue à la perspective spatiale.
C'est de ce phénomène d'appréhension des « tempo-objet » que Husserl va tirer sa compréhension de ce qu'il appelle la « conscience constitutive du temps ».

### Originaire
« L'originalité renvoie à ce qui prime pour nous ou dans l'ordre de la donation, alors que l'« originarité » renvoie à ce qui prime en soi ou dans l'ordre de la fondation », écrit Julien Farges. L'origine, si elle doit être autre chose qu'un flatus voci, doit correspondre au lieu d'émergence du matériau philosophique qu'est le concept et rendre compte de sa formation et de son déploiement concret, sis dans l'expérience concrète de la vie, par un processus de « destruction » et d'explicitation, qui vont permettre à une herméneutique de la facticité de se développer.

### Ouverture au monde
Définition sartrienne: « L'ouverture au monde suppose que j'en sois mais, en être ne peut se comprendre au sens de l'être positif (enlisé), cela nous interdit cette distance que la notion de conscience ou de sujet suppose, « en être » implique qu'il y a une transcendance à l'être, l'être est à la fois présence absente, je le découvre dans l'expérience de moi-même comme dans l'expérience de la chose. S'il y a ouverture au monde c'est que le monde n'est pas là ou ici, c'est que la présence au monde est comme l'envers d'une absence, le monde se dérobe en se donnant. L'ouverture implique que de ce monde (toujours latent dans l'éclat de sa manifestation) j'en suis ; en être, est donc non pas le posséder mais être pris en lui, dans le mouvement où s'ouvre un accès. » Merleau-Ponty parle d'une « cristallisation qui nous est donnée, cristallisation qui n'est jamais terminée et qui se fait sous la domination de certaines lois structurales. » De cette ouverture Marc Richir, est attentif à son « inaccomplissement principiel qu'il s'agisse des phénomènes ou de nous-mêmes. »

### Perception
Activité par laquelle un sujet prend conscience d'objets et de propriétés présents dans son environnement sur le fondement d'informations délivrées par les sens. La perception s'ouvre sur les choses et prétend découvrir en elles la « vérité en soi ». Toute relation aux autres ou au monde est de l’ordre d’une visée qui embrasse « tout ce qui relève de la sensation, de la perception puis du jugement. Les actes sensitifs, perceptifs et prédicatifs sont des visées sur le
monde. Husserl va nommer la visée proprement dite qu’exerce notre subjectivité « noèse »tandis que le contenu qui en est le corrélat est appelé « noème ». » Dans la tradition, la perception est un acte intentionnel qui se rapporte à un objet sous la forme d'une position spontanée. La perception prétend placer quelque chose « en chair et en os » sous les yeux. Le Husserl des Leçons sur le temps intègre temporalité et perception comme le rappelle Gérard Granel« Le perçu est caractérisé par l'identité de l'objet, derrière laquelle disparaît la temporalité de la perception, que l'on retrouve par la réduction[...], Le perçu ne se donne pas comme le résultat de ses composantes (temporelles), il se donne sur le mode originaire, c'est-à-dire sans origine et non composé. »
« La perception nous donne foi en un monde, en un système de faits naturels rigoureusement lié et continu, nous faisant croire que ce système pouvait s'incorporer toutes choses et jusqu'à la perception qui nous y a initiés » écrit Merleau-Ponty dans son dernier ouvrage où il privilégie l'expression de « foi perceptive » en lieu et place du terme de perception. Cela suppose la mise de côté de certains présupposés que Maurice Merleau-Ponty rappelait déjà dans sa  Phénoménologie de la perception ,. À partir de cette conception on comprend que « la réflexion ne croyait pas avoir à faire une généalogie de l'être et se contentait de rechercher les conditions qui le rendent possible » écrit cet auteur.
Le concept de « représentation » de son côté, ne place pas une chose sous les yeux mais le représente en image. En fait, nous ne percevons à proprement parler que des aspects des choses, ce que Husserl appelle des « esquisses », ces dernières se succédant à l'infini et requérant une loi pour les unifier. C'est parce que la sensation est animée d'une visée intentionnelle que cette unification s'opère. Ce perçu est, par hypothèse, toujours susceptible d'une détermination nouvelle, c'est pourquoi Husserl parle du caractère « inadéquat » de la perception. À noter que dans les Leçons sur le temps, Husserl inclut des données immanentes dans le champ de la perception, c'est pourquoi il est amené à remplacer le terme de « conscience perceptive » par celui de « conscience impressionnelle ».
Pour Merleau-Ponty, dans la pensée duquel la perception joue un rôle fondamental, s'expérimente toujours dans un espace pré-organisé, familier faisant sens, elle n'est jamais la collecte de sensations isolées ; percevoir c'est percevoir un tout. Merleau-Ponty écrit « ce qui est donné, ce n'est pas la chose seule, mais l'expérience de la chose [...] Pour que nous percevions les choses, il faut que nous les vivions. » Comme le note Florence Caeymaex « même au niveau d’une description purement objective de la perception, on est obligé de reconnaître que s’annonce déjà, à travers l’organisation signifiante du perçu, à travers le fait que l’univers de la perception fait sens, quelque chose comme une conscience. » Florence Caeymaex remarque que pour autant il n'est nullement question ici de conscience au sens classique, l'activité signifiante est bel et bien corporelle, si bien qu’on ne saurait concevoir l’activité spécifique d’un corps sans des éléments de « conscience charnelle ». Toute perception de chose, le crayon au milieu de livres possède enfin une aire d'intuitions formant arrière-plan, qui est aussi « un vécu de conscience » autrement dit une conscience de tout ce qui réside dans l'arrière-plan. Ce qui est perçu « est pour une part traversé, pour une part environné par un horizon obscurément conscient de réalité indéterminée. »
Pascal Dupond résume la conception ultime de Merleau-Ponty « à la fin des années 1950, la perception n'est plus comprise comme relevant par essence d'un sujet, d'un cogito ou d'une intentionnalité, elle est un événement de l'être-même, de la chair du monde, que Merleau-Ponty appelle fission ou déhiscence. »

### Phénomène
De l'allemand : Phänomen ou Erscheinung
L'allemand possède deux mots qui sont rendus en français par le terme phénomène, Phänomen et Erscheinung, littéralement apparition. Phänomen est emprunté au grec φαινόμενον. Le Phänomen viendrait du verbe grec phainesthai, signifiant se montrer, se manifester, ce qui apparaît se livre à la perception d'un sujet. Initialement, dans la vision grecque le phénomène signifiait plus précisément ce qui se montre de soi-même, le phénomène c'est l'étant en tant que celui-ci se montre ou peut se montrer. Pour Heidegger si les choses peuvent se montrer autrement qu'elles ne sont, le terme de phénomène est réservé à ce qui est manifeste et l'apparence est seconde, elle n'est qu'une modification primitive du phénomène.
Par ailleurs, Erscheinung, sens d'apparition que l'on retrouve chez Kant en tant qu'opposé au noumène ou la chose en soi, renvoie à quelque chose qui ne se montre pas, elle est comme un indice un symptôme. Au point de départ il y a une sensation qui déclenche une « intuition empirique » dont l'objet sera le phénomène. Pour Kant le « phénomène », n'est jamais que l'objet possible de l'intuition d'un sujet alors même que la chose en elle-même (la chose en soi) nous reste inaccessible. En effet dans l'esprit de Kant, ce sont les objets qui doivent se régler sur notre connaissance et non l'inverse, nous masquant ainsi la nature réelle des choses (le nouménal). Pour la phénoménologie le phénomène n'est pas une apparence, elle s'emploie à montrer que le phénomène est la manifestation parfaite de l’essence, il correspond bien à ce que la chose est véritablement, mais filtrée par le concept. « Pour Kant : les phénomènes sont les objets [...] le phénomène, c'est l'étant rencontré dans la connaissance par expérience mais pré-scientifique »
C'est parce que quelque chose peut se montrer en soi-même, insiste Heidegger, qu'elle peut se montrer autre qu'elle n'est (apparence) ou indiquer autre chose (indice). Chez Heidegger il n'y a pas d'inconnaissable en arrière-plan comme chez Kant (la chose en soi), ce qui est phénomène de façon privilégié selon François Vezin « c'est quelque chose qui le plus souvent ne se montre justement pas, qui à la différence de ce qui se montre d'abord et le plus souvent est en retrait mais qui est quelque chose qui fait corps avec ce qui se montre de telle sorte qu'il en constitue le sens le plus profond. »
Dans une opposition frontale à Husserl, Heidegger avance (SZ p. 35) que la phénoménologie a pour but de mettre en lumière ce qui justement ne se montre pas spontanément de lui-même et se trouve le plus souvent dissimulé rappelle Jean Grondin, d'où la nécessité d'une herméneutique comme le remarque Marlène Zarader.« Si le phénomène est ce qui se montre, il sera l'objet d'une description […]; si le phénomène est ce qui se retire dans ce qui se montre, alors il faut se livrer à un travail d'interprétation ou d'explicitation de ce qui se montre, afin de mettre en lumière ce qui ne s'y montre pas de prime abord et le plus souvent. »

### Phénoménologie
Courant de pensée incarné par Edmund Husserl et ses successeurs. Jean-François Lyotard écrit « le terme signifie étude des phénomènes, c'est-à-dire de cela qui apparaît à la conscience, de cela qui est « donné ». Il s'agit d'explorer ce donné, la chose même, que l'on perçoit, à laquelle on pense, de laquelle on parle, en évitant de forger des hypothèses aussi bien sur le rapport qui lie le phénomène avec l'être de la chose, que sur le rapport qui lie le Je pour qui il est phénomène. » En phénoménologie l'analyse déborde le donné objectif puisqu'il s'agit de dévoiler toutes les conditions de possibilité de son expérience. Elle a pour caractéristique de s'opposer tant aux thèses du positivisme et de l'empirisme qu'au psychologisme. À partir d'une critique de la métaphysique classique la phénoménologie prône le retour au concret. Pour ce faire elle substitue aux anciennes oppositions abstraites de la philosophie classique, dans la lignée de Descartes et de Kant, des distinctions relevant de la manière propre dont chaque objet se manifeste à notre regard.
Avec Husserl, faire de la phénoménologie c'est dénoncer comme naïve la vision directe de l'objet par l'attitude naturelle. La phénoménologie porte son regard sur les actes par lesquels se dévoile la présence intuitive des choses suivant le principe résumé par Emmanuel Levinas que « l'accès à l'objet fait partie de l'être de l'objet. » Husserl conçoit ce retour au concret comme un retour à l'« intuition originaire » des choses et des idées. « La phénoménologie accomplit une réduction transcendantale qui suspend le « préjugé du monde» et donne accès à l'événement pré-empirique de l'ouverture du monde. » Pour ce faire Husserl emprunte, en la radicalisant la voie du doute cartésien « en fait, on peut voir dans la phénoménologie des Méditations une radicalisation du programme cartésien d'une philosophie première, programme qui confère à la phénoménologie le statut de science universelle fondée sur une justification absolue » écrit Denis Fisette.
On appellera phénoménologie pure ou tanscendantale, « la doctrine selon laquelle au terme de réductions successives (éidétiques), l'esprit se trouve en face de la conscience pure, du Moi transcendantal, détermine et constitue les conditions d'intelligibilité de tout ce qui peut être connu. » La phénoménologie « construit donc a priori, mais avec une nécessité et une généralité strictement intuitives, les formes des mondes imaginables; elle les construit dans les cadres de toutes les formes imaginables de l'être en général et du système de ses articulations. »
Alors que pour Husserl la phénoménologie étudie les phénomènes, tels qu'ils se montrent, sous la réserve précédente, son disciple Martin Heidegger avance que la phénoménologie a pour but de mettre en lumière ce qui justement ne se montre pas spontanément de lui-même et se trouve le plus souvent dissimulé, d'où la nécessité d'une herméneutique comme le remarque Marlène Zarader.« Si le phénomène est ce qui se montre, il sera l'objet d'une description […]; si le phénomène est ce qui se retire dans ce qui se montre, alors il faut se livrer à un travail d'interprétation ou d'explicitation de ce qui se montre, afin de mettre en lumière ce qui ne s'y montre pas de prime abord et le plus souvent. »
Ce dont Heidegger prend conscience, c'est que le « phénomène » a besoin pour se montrer du « Logos » (voir Logos (philosophie)), qu'il comprend, en revenant à la source grecque, moins comme un discours sur la chose, que d'un « faire voir » écrit Marlène Zarader. Heidegger en déduit sa propre position théorique à savoir que l'ajointement des deux mots, phénomène et logos, dans celui de « phénoménologie » doit signifier « ce qui se montre à partir de lui-même. »

### Philosophie transcendantale
Avec la « philosophie transcendantale » ou « phénoménologie transcendantale » on a affaire à « une philosophie qui, par opposition à l'objectivisme pré-scientifique, mais aussi scientifique, régresse vers le lieu originel de toute formation objective de sens et de validité d'être, et qui entreprend de comprendre le « monde-qui-est » en tant que structure de sens et de validité, et de mettre en marche de cette façon une modalité essentiellement nouvelle de la scientificité de la philosophie » écrit Husserl.
« La philosophie transcendantale de Husserl est une philosophie du « sens » — en donnant à ce mot sa plus vaste extension par delà toute étroitesse intellectualiste — : sens perçu, sens imaginé, sens voulu, sens éprouvé affectivement, sens jugé et dit, sens logique. Le monde pour moi c'est le sens du monde en moi, le sens inhérent à mon existence, et, finalement, le sens de ma vie » écrit Paul Ricœur.
La phénoménologie transcendantale qui constitue selon Renaud Barbaras le centre de la pensée d'Husserl « s'accomplit véritablement [...] en trois temps essentiels : la Réduction, le Moi, le problème de l'Intersubjectivité. »

### Prédicat
Un prédicat peut être attribué avec vérité à un sujet. On distingue les prédicats qui ne conviennent qu'à un sujet (par exemple les noms propres). Les autres constituent les « universaux ».

### Présentification
La perception présente la chose « en original » ; le portrait, le souvenir la présentifient. Le terme de « présentification », utilisé par Husserl dans la perception sensible introduit une caractéristique temporelle qui va s'imposer à l'analyse intentionnelle de la perception et de l'intuition.

### Profondeur
L'expérimentation phénoménologique retrouve, avec Merleau-Ponty, les catégories traditionnelles que sont la hauteur et la largeur, mais aussi la gauche et la droite, le haut et le bas et enfin, la « profondeur » qui finira par apparaître comme la dimension primordiale. « La profondeur — appelée dans certains textes le volumineux, la « voluminosité » — éclipsant pour ainsi dire le reste des moments eidétiques du spatial, finira par jouer le rôle de la catégorie emblématique du spatial dans la dernière philosophie de Merleau-Ponty, ce « retour à l’ontologie », où l’espace lui-même sera lu comme le chiffre par excellence de l’Être » .
Il écrit : « La profondeur est la dimension par excellence du simultané. sans elle, il n'y aurait pas de monde, il n'y aurait qu'une zone mobile de netteté qui ne pourrait se porter ici sans quitter tout le reste [...]. Au lieu que, par la profondeur, elles coexistent de proche en proche, elles glissent l'une dans l'autre et s'intègrent. C'est elle qui fait que les choses ont une chair ; c'est-à-dire opposent à mon inspection des obstacles, une résistance qui est précisément leur réalité, leur ouverture. »
Deux autres phénomènes accentuent la perception de la profondeur, Merleau-Ponty se propose de penser l'invisible comme profondeur du visible, plutôt que comme objet ou noème d'une subjectivité, selon Pascal Dupond. Par ailleurs, Étienne Bimbenet extrait cette remarque de sa Phénoménologie « le simple fait que le monde perçu n'est pas seulement le mien mais, simultanément, ce que tous les autres peuvent en voir, fait que ce monde est pour moi, profond, débordant excessif, impliquant mille autres vues que la mienne. »

### Propre
Est propre ce qui appartient à l'essence de l'individu, ce qui sans quoi il n'y aurait pas d'être. Le propre se donne, après réduction, dans une évidence apodictique. Chez Heidegger, la propriété et l'impropriété se disent de ce qui appartient spécifiquement au Dasein

### Protention
Acte de projeter dans l'avenir un savoir acquis. La protention suppose la « rétention », c'est-à-dire le souvenir des sensations passées. C'est par nos expériences passées que nous pouvons anticiper l'avenir.

### Réalité
Traduit de l'allemand Realität signifie dans la terminologie husserlienne soit ce qui est de l'ordre des choses individuelles, spatio-temporelles soit aussi bien une réalité seulement possible qu'une réalité actuellement existante. En ce sens la réalité n'a plus de place après la réduction phénoménologique. Mais il y a un autre sens au mot réalité que l'allemand exprime avec le termeWirklichkeit qui conserve un sens au sein de la réduction comme modalité de la croyance. Il se pourrait que la réalité qui se donne comme découverte ou réceptivité pure pourrait n'être qu'une croyance, croyance qui se dissimule dans l'attitude naturelle et que la réduction va permettre de dénoncer comme une limitation du pouvoir constituant du « Moi transcendantal » écrit Paul Ricœur dans une note.

### Réduction
La réduction est dite phénoménologique dans la mesure où elle permet de saisir le monde (non plus simplement tel objet du monde), comme phénomène. La « réduction phénoménologique » ou Épochè en grec (ἐποχή / epokhế) consiste, pour Husserl, à suspendre radicalement l'« approche naturelle » du monde, et à mener une lutte sans concession contre toutes les abstractions que la perception naturelle de l'objet présuppose ; par cette suspension le phénoménologue ambitionne d'accéder aux « choses mêmes ». Comme le précise Jean-Luc Marion « la réduction suspend les théories absurdes, les fausses réalités de l'attitude naturelle, le monde objectif, etc., pour laisser les vécus faire apparaître autant que possible ce qui se manifeste comme et par eux ; sa fonction culmine dans un dégagement des obstacles à la manifestation. » Plus précisément comme l'écrit Dan Zahavi, « Nous ne nous intéressons au monde que dans la mesure où il est vécu, perçu, imaginé, jugé etc., c'est-à-dire dans la mesure où il est le corrélat d'une expérience, d'une perception, d'une imagination. » On notera accessoirement que, pour Heidegger, le « Monde » n'ayant, par construction, aucun caractère objectif, ce type de réduction, s'avère inutile.
La réduction phénoménologique cherche un fondement indubitable pour la « connaissance ». Le monde naturel, celui de l'« attitude naturelle » est simplement « mis entre parenthèses » ; par cette opération nous ne dénions pas la réalité au monde mais nous cherchons seulement à le comprendre. La réduction phénoménologique résume à elle seule, selon Eugen Fink, l'unique méthode de la phénoménologie de Husserl, dans laquelle il voit le chemin qui mène la connaissance jusqu'au domaine thématique de la philosophie, à savoir : évidence apodictique. « L'idéal ne se comprend pas à partir du réel, mais au contraire on ne peut comprendre le réel que par l'idéal », écrit Emmanuel Housset. Au terme du procès de réduction est obtenu un vécu de conscience réduit à sa fonction perceptive, dont Renaud Barbaras dira : « la source ultime [...] celle qui permet de poser des choses existantes face à la conscience et de m'inclure par l'intermédiaire de mon corps dans ce monde est la perception sensible. » Comment cette dissociation entre conscience et perçu, autrement dit, comment l'altérité de l'objet est conciliable avec son appartenance à la conscience reste pour Renaud Barbaras un problème.
Au niveau des « Ideen I », la réduction a une double signification : d'une part négative en ce qu'elle isole la conscience comme résidu phénoménologique, d'autre part, positive parce qu'elle fait émerger la conscience comme radicalité absolue.
Avec la « réduction eidétique », nous isolons, en nous-même, une conscience eidétique qui demeure en perpétuelle relation avec le monde des choses, des
objets, des êtres animés et inanimés, vivants et non vivants. « La réduction eidétique n'a pas réussi à isoler suffisamment cet ego du monde des attitudes naturelles, elle est encore à considérer comme un processus naturel qui agit à même le monde naturel. D'où le caractère éminemment intentionnel de la
conscience eidétique réduite par la réduction eidétique », écrit Mario Charland dans son mémoire.
Par « réduction eidétique », il faut entendre aussi cette forme de réduction qui, mettant hors jeu le jugement de réalité que l'on porte sur la chose, savoir son existence, permet d'en faire varier imaginativement les traits et de découvrir ainsi les invariants qui vont constituer l'essence de la chose ou « eidos ». Pour Husserl il n'y a pas de différence pure, toute différence s'expose sur un fond d'identité pour être perçue. Lorsqu'il y a conflit entre deux variantes comme entre le « rond » et l'« anguleux », la résolution du conflit présuppose la saisie de quelque chose de commun à savoir ici ce qui est commun c'est l'idée de « figure étendue », qui abrite à la fois le rond et l'anguleux.
Par « réduction transcendantale » à laquelle est souvent réservé le terme grec époché, il faut entendre l'étape la plus radicale, celle qui suspend tout jugement d'existence et vise à mettre hors jeu le monde lui-même y compris le Je mondain du cogito. Ce qui est mis hors jeu c'est la thèse générale qui tient à l'essence de l'« attitude naturelle ». Si je mets « entre parenthèses » absolument tout ce qu'elle embrasse dans l'ordre ontique, je ne mets cependant pas son existence en doute. La « réduction transcendantale » est l'acte par lequel le sujet méditant se saisit, par la simple « mise entre parenthèses » du monde objectif, comme « moi pur » ou « moi transcendantal ».

### Réflexion
Définie par le Dictionnaire comme « retour de la pensée sur elle-même en vue d'examiner et d'approfondir un de ses actes spontanés ou ensemble de ceux-ci. » La réflexion prend un sens tout particulier en phénoménologie. Eugen Fink, la définit ainsi : « par réflexion, nous entendons d'ordinaire le fait de convertir la direction thématique usuelle vers les objets donnés dans notre expérience en une orientation thématique ves l'expérience elle-même, vers la conscience dans laquelle les objets nous sont donnés, vers les modes d'expérience, les modes de donation, les modes égoïques d'accomplissement, vers toute l'unité objective du moi. » Fink ajoute plus loin « ce qui sépare de façon abyssale (la réflexion transcendantale), de toutes les autres réflexions, c'est le fait qu'elle transcende, dans ce retour précisément, la connaissance originaire et familière que le moi humain a de lui-même et qu'elle avance dans l'obscurité d'une ignorance jamais éclairée. »
La réflexion devient un mode d'expressivité de la « conscience de soi » et non le chemin à parcourir pour y accéder. La « conscience de soi » n'est pas d'abord formée par la réflexion mais à l'inverse : toute forme de réflexion présuppose déjà la conscience de soi. L'intentionnalité de la conscience se termine par la découverte de la réflexion qui est « la révélation de la conscience à elle-même comme éclatement hors de soi » précise, de son côté, Paul Ricœur. Il s'agit de la connaissance par la réflexion d'un vécu irréfléchi. Au départ, la réflexion commence par thématiser la conscience comme une réalité naturelle. En phénoménologie, « la réflexion n'est pas un acte qui viendrait s'ajouter comme de l'extérieur à un vécu en lui-même indifférent à celui-ci. La réflexion est une possibilité fondée dans l'être même du vécu : c'est une propriété essentielle du vécu [..] le propre du vécu est d'être présent à lui-même, d'être son propre apparaître. »
Comme le souligne Natalie Depraz, il y a, chez Eugen Fink, un mode de réflexivité propre à la phénoménologie. Avec les termes d'« auto-référence » ou de « rétro-référence » la réflexion est élargie à tout opérateur qui devenu objet s'applique à lui-même sa propre opération, comme dans ce cas la constitution d'une phénoménologie d'une phénoménologie, c'est-à-dire d'une réduction de l'instance opérant la réduction. À travers cette opération, « le spectateur transcendantal se prend lui-même comme thème, c'est-à-dire thématise le sens de son présent [...]. Ainsi y a-t-il lieu de parler d'une structure d'« auto-référence », c'est-à-dire, d'un « se présupposer soi-même », d'un être conditionné par soi-même du sujet phénoménologisant sur lequel la doctrine transcendantale s'applique en retour. »
La « philosophie réflexive » ambitionne d'expliciter notre lien natal avec le monde qu'elle pense comprendre en le défaisant (par la réduction phénoménologique) pour le refaire (par la constitution). Merleau-Ponty récuse cette démarche au motif que « la réflexion récupère tout sauf elle-même comme effort de récupération, elle éclaire tout sauf son propre rôle. »

### Région
La nature, l'animalité, l'humanité, sont autant de régions de l'être. « Les essences matérielles qui dominent les objets empiriques se subordonnent à des genres suprêmes qui sont l'objet d'une science, l'ontologie régionale : ainsi l'ontologie de la nature traite des propriétés qui appartiennent universellement aux objets de la « région nature ». » Chaque région présente une structure hiérarchique de genre à espèce qui se termine d'un côté par le genre supérieur et de l'autre par la dernière différence. L'essence régionale va servir de fondement à tout un ensemble de sciences, ainsi de la science « éidétique » de la nature physique en général. À côté de ces régions concrètes, la forme « vide » de l'objet en général appartient à la région de l'ontologie formelle.

### Remplissement
Husserl distingue l'acte donateur de sens, de l'acte de remplissement, dans le premier cas l'objet n'est pas automatiquement présent alors que dans le second la visée est réalisée car l'objet est alors présent. Les actes remplissant le sens correspondent à l'« intuition », parce que celle-ci donne l'objet lui-même et ne se limite pas à la visée. Cette distinction découle de la nécessité d'avoir à concilier la découverte de l'« intentionnalité » avec la possibilité de l'erreur comme inadéquation entre la pensée et l'objet. L'erreur correspond à une signification qui ne peut être remplie. La vérité à l'inverse consistera avec le phénomène de l'évidence au recouvrement entre l'acte donneur de sens et l'acte intuitif. Ce recouvrement prend nom chez Heidegger d' « accomplissement ».

### Représentation
De l'allemand : vergegenwärtigung
Acte par lequel l'esprit se rend présent quelque chose ou le résultat de cet acte et qui est de ce fait présent à l'esprit. Toutefois comme le note Natalie Depraz le terme de représentation a l'inconvénient de désigner, dans le langage commun, un acte par lequel je présente à nouveau un objet, sur le mode d'un redoublement. Or les actes remémorants, imageants, empathiques ou judicatifs ne redoublent pas une perception primaire : ils correspondent à des manifestations originales de la conscience. Husserl écrit « la perception est l'acte qui place quelque chose sous les yeux comme lui-même en personne, le contraire est représentation Vergegenwartigun, en tant qu'acte qui ne présente pas un objet en personne sous les yeux, mais précisément le représente, le place pour ainsi dire en image sous les yeux. » L'imagination est d'après François-David Sebbah, la représentation la plus radicale, c'est elle qui parmi les représentations s"écarte le plus de l'impression et donc de la présentation.
Avec Eugen Fink la phénoménalité,  a pour condition, non pas l’apparence de la chose dans la représentation d’un sujet, mais le processus d’apparition de la chose elle-même, que Fink nomme « manifestation »  (Vorschein). La manifestation signifie d’abord que l’étant lui-même et par lui-même apparaît.

### Rétention et protention
« Dans le cours d'une perception chaque moment implique une conscience « rétentionnelle » et « protentionnelle », il garde présente la durée écoulée de l'objet temporel et anticipe la suite de la durée de l'objet. Rétention et protention ne doivent pas être confondues avec remémoration et attente, elles ne sont pas des actes intentionnels autonomes, mais des moments non-indépendants de tout acte intentionnel accompli dans le présent. C'est parce que à chaque instant de la perception, une durée de l'objet temporel est déjà donnée, que le cours de la perception permet de suivre l'objet temporel dans son déploiement continu et vivant » écrit Rudolf Bernet dans Revue philosophique de Louvain.
Ainsi, dans l'expérience d'un son musical comme pur donné une fois passé je le retiens encore, je l'ai dans une rétention. Le présent du son se change en passé du son, la conscience impressionnelle passe et se change en conscience rétentionnelle toujours nouvelle. Quand la perception proprement dite passe dans la rétention, les contenus sensibles s'estompent, pâlissent. S'agissant d'un son, la simple résonance doit être distinguée du moment sonore de la rétention. Le son rétentionnel n'est pas un son présent mais un son « remémoré de façon primaire dans le présent [...]. La conscience rétentionnelle contient réellement une conscience du passé du son, un souvenir primaire du son ; elle n'est pas à décomposer en son senti et en appréhension comme souvenir. » La rétention « est conscience du passé comme n'étant plus, comme non-présence, elle ne rend pas présent un contenu absent. »

### Réversibilité
Pascal Dupond écrit « quand je touche une pierre pour en éprouver le lisse ou le rugueux, mes doigts explorateurs se laissent docilement conduire par la mélodie tactile du grain de la pierre. La sensation est cette déhiscence qui fait naître l'un à l'autre le sensible sentant et le sensible senti. » Par là il apparaît que la « distinction du sujet et de l'objet est brouillée dans mon corps[...]. La « réversibilité » fait ainsi comprendre que le corps animé n'est ouvert à lui-même qu'à travers son ouverture aux autres corps et au monde. Il
n'y a d'intériorité qu'exposée à l'extériorité, à travers laquelle seule elle se rejoint. Un pur agir serait contradictoire. »

### Schéma corporel
La notion de « schéma corporel » est issue de la littérature neuropsychologique des débuts du xxe siècle. Conçue au départ comme une simple association d'images ayant pour but d'offrir un résumé de notre expérience corporelle, capable de donner un commentaire et une signification à l'« interoceptivité » et à la « proprioceptivité » du moment. On trouve une première acclimatation de cette notion sous l'appellation d'« espace corporel » chez Husserl, dont l'unité se construit en même temps que son espace tout au long de l'expérience perspective. Pour la synthèse de l'objet, Husserl fait appel à la notion de Ich-Leib — corps propre lié au moi — qui englobe l’espace corporel subjectif dans la perception de l’espace global.
Dans la Phénoménologie de la perception, Merleau-Ponty désubstantialise la notion de « schéma corporel ». Il ne s'agira plus d'une association d'images établie au cours de l'expérience mais d'une unité spatio-temporelle qui les précède et rend possible cette association. Le recours à la notion de « schéma corporel » recouvre une prise de conscience globale de notre posture dans le monde intersensoriel. Le corps devient une forme (voir Gestaltpsychologie)  dans laquelle le tout est supérieur aux parties. « La forme comparée à la mosaîque du corps physico-chimique est un type d'existence nouveau. » Interprétée dynamiquement « cette expression veut dire que mon corps m'apparaît comme une posture en vue d'une certaine tâche actuelle ou possible et comme l'opérateur de toute synthèse-vécue. » Dans l'extension de ce rôle attribué au « schéma corporel », le corps, en lieu, et place de la fonction de jugement, assume « une fonction organique de connexion et de liaison, qui n’est pas le jugement, un quelque chose immatériel dans le corps, qui permet l’unification des diverses données sensorielles, la synergie entre les différents organes du corps et la traduction du tactile dans le visuel [...] Merleau-Ponty affronte le problème de l'articulation entre la structure du corps et la signification et la configuration du monde. » « La structure du monde ne peut être pensée sinon en référence à la structure du corps de l’homme, en tant que le corps comme totalité de sens systématiquement cohérente dans l’unité, est une structure qui elle-même structure le monde, et une fonction dispensatrice d’unité. »

### Sentir
La première phrase dans l'ouvrage Le Visible et l'Invisible de Merleau-Ponty s'énonce comme un paradoxe « nous voyons les choses mêmes, le monde est cela que nous voyons. » Ce qui veut dire que la sensation nous ouvre au monde lui-même c'est-à-dire à un monde qui ne peut être simplement subjectif alors même qu'il ne saurait nous être étranger, puisqu'il n'est autre que cela que nous percevons souligne Renaud Barbaras.
Avec Merleau-Ponty la notion de « sentir » n'est plus la possession d'une qualité à quoi la réduisait la tradition philosophique. « Elle désigne une expérience dans laquelle ne nous sont pas données des qualités mortes mais des propriétés actives » (un chien qui vous a mordu n'est plus tout à fait le même chien). Le « sentir » qui transforme une qualité de l'objet en valeur vitale, en saisissant une signification possible qui nous est personnelle. Il en est ainsi d'un paysage de notre enfance ou d'une scène qui peut résumer tout un segment de notre vie. « Le sentir est cette communication vitale avec le monde qui nous le rend présent comme lieu familier de notre vie. » La phénoménologie cherche à comprendre les relations singulières qui concernent le sujet incarné.

### Situation
La « situation » exprime la relation d’une chose par rapport aux autres en vertu d’un principe, d’un telos, d’une Gestalt communs tandis que la « position » dénote simplement son lieu « géographique » au sein d’une étendue. Les objets occupent un point dans l’espace, ils sont simplement déployés les uns à côté des autres ; voire, en l’absence de toute appartenance à une véritable configuration, ils sont « juxtaposés » les uns contre les autres.

### Spectateur transcendantal
La radicalisation de la réduction husserlienne proposée par Eugen Fink fait apparaître une division entre un être transcendantal constituant et un être phénoménologisant. Le 4e § de la Sixième Méditation cartésienne, met à jour un processus de scission à l'intérieur de l'être transcendantal, correspondant à deux domaines : la vie constituante et la vie du spectateur transcendantal désintéressé. Dans sa Sixième Méditation, Fink écrit, « par la réflexion sur soi la plus profonde, l'homme lui-même et son être naturellement humain dans le monde s'outrepassent par la production du spectateur transcendantal. Celui-ci en tant que tel, ne prend pas part à la croyance au monde ainsi qu'aux thèses sur l'être du moi humain qui fait l'expérience du monde. » Il précise : « la vie du spectateur phénoménologisant désintéressée à l'égard de la constitution du monde, se mettant à distance d'elle par l'époché, est l'objet de la « théorie transcendantale de la méthode ». »
Guy van de Kerckhoven. écrit « le spectateur transcendantal ne se limite pas au point de vue thématique de l'expérience transcendantale du monde; il remonte de l'expérience du monde à la constitution du monde, il interroge depuis les validités d'être [...]. En dévoilant la tendance vers l'être de toute vie constituant, il comprend l'étant comme résultat d'une constitution »

### Subjectivité transcendantale
Chez Kant, la subjectivité transcendantale, correspond à la subjectivité non empirique, celle qui est définie par l'ensemble de ses formes a priori de connaissance et de pensée. C'est cette subjectivité qui est la condition a priori de l'objectivité elle-même.
Chez Husserl, cette expression concerne la vie de la conscience au sein de laquelle se met en place le monde « pré-donné » que la « réduction » a pour objet de suspendre. Husserl rappelle d'abord les termes du problème classique de la transcendance : « comment l’intériorité ou l’immanence d’un
moi naturel ou mondain peut-elle s’ouvrir sur l’extériorité du monde ? [...] d’où vient le faux problème de la transcendance ? Il vient d’abord de
la méconnaissance de la vraie nature de la subjectivité, qui est transcendantale, non mondaine. » Pour lui, tout objet pensable reste selon les principes de la constitution transcendantale une formation de sens de la subjectivité pure. Husserl use d'une voie indirecte pour approcher la subjectivité. Si comme le note Dan Zahavi, le monde auquel nous nous intéressons, à la suite de la réduction c'est celui qui est, selon son expression, qui est perçu, imaginé, jugé, c'est-à-dire, « dans la mesure où il est le corrélat d'une expérience, d'une perception, d'une imagination [...] alors la découverte philosophique du monde conduit indirectement à une découverte de la « subjectivité corrélative » qui en fait l'expérience. » Autrement dit la subjectivité transcendantale « est le corrélat du monde pré-donné. »
Eugen Fink écrit dans De la phénoménologie « Cette vie de la conscience où se met en place la « présupposition » de l'être du monde pré-donné y compris de l'être du philosophe comme homme de ce monde [..] précède toute mondanéité comme sa condition de possibilité. » Il précise ailleurs (Sixième Méditation cartésienne) « la subjectivité transcendantale n'a pas un être propre détaché et séparé de l'être du monde, mais elle se tient en relation constitutive nécessaire avec lui, de plus le monde forme le niveau des aboutissements constitutifs des procès vitaux de la subjectivité transcendantale. »
Parce que l'approche phénoménologique du monde doit nécessairement se faire par la voie de son apparaître « le subjectivisme transcendantal place le sujet constituant au centre même de l'apparaître de tous les phénomènes du monde [...], à l'intérieur de son immanence propre sont inscrites toutes les conditions nécessaires à ce que quelque chose comme un monde se donne à ses sens », écrit Mario Charland, dans son mémoire universitaire. Didier Franck conclura : « Le véritable thème de la phénoménologie est le devenir du monde dans la constitution de la subjectivité transcendantale. » Pour Eugen Fink l'expression de « subjectivité transcendantale » n'indique que le premier stade de la conquête phénoménologique de la « subjectivité absolue ». Husserl envisage aussi, note Nathalie Depraz une réduction plus radicale pouvant déboucher sur une problématique d'un « Soi transcendantal » plus profond que le « Moi »
Étienne Bimbenet remarque un « Merleau-Ponty, en retrait, qui ne cessera d'inquiéter cette « subjectivité transcendantale » en lui découvrant d'ouvrage en ouvrage des soubassements corporels (avec la psychologie sous ses différentes formes, psychanalyse, psychologie de l'enfant, psychopathologie, la linguistique et le social). »

### Transcendance
Transcender c'est dépasser les limites, les franchir, les transgresser. Chez Kant le transcendant est au-delà de notre capacité de connaître. « Les concepts et principes transcendants dépassent le plan de l'expérience empirique c'est pourquoi une connaissance transcendantale du supra sensible, et notamment des « choses en soi » est impossible. » Quant à l'adjectif transcendantal Daniel Martin retient dans son dictionnaire (parmi d'autres définitions chez Kant) : « est transcendantale toute connaissance qui s'occupe en général moins d'objets que de notre mode de connaissance des objets, en tant que celui-ci doit être possible a priori. »
En phénoménologie, il faut entendre par transcendance, selon Jean-François Lyotard, le mode de présentation de l'objet en général. Autrement dit « un objet transcendant est un objet autre que la conscience, un objet qui n’est pas encore connu mais qui, grâce à ma visée, va franchir le seuil de la conscience et accéder à ma connaissance, c’est-à-dire devenir immanent. » De tels objets n'appartiennent pas au vécu de la conscience qui se les représentent. Husserl rappelle les termes du problème classique de la transcendance : « comment l’intériorité ou l’immanence d’un moi naturel ou mondain peut-elle s’ouvrir sur l’extériorité du monde ? »
Husserl distingue les vécus intentionnels immanents  dont l'essence comporte que leurs objets intentionnels appartiennent au même flux de vécu qu'eux-mêmes (la conscience et son objet forment une unité individuelle uniquement constituée par des vécus), des vécus intentionnels (transcendant) qui ne répondent pas à ce type parce qu'ils sont dirigés sur des essences, sur des vécus d'autres moi, des vécus dirigés sur des choses.
Chez Martin Heidegger, l'idée de transcendance sort du cadre de la philosophie de la connaissance. La transcendance, qui signifie dépasser, prend chez lui un sens particulier, qui n'est plus celle du dépassement de l'ego. Elle correspond plutôt à l'idée de dépassement de l'étant vers l'être. « La transcendance n'est plus pensée à partir de la relation sujet-objet ou « noème-noèse » : elle renvoie à l'ouverture de l'Être par laquelle se comprend le rapport du Dasein à lui-même et au monde qu'il dévoile. »

### Transcendantal
On doit à Kant le renouveau de ce terme : « J'appelle transcendantale toute connaissance qui ne porte point en général sur les objets mais sur notre manière de les connaître, en tant que cela est possible a priori. »
Husserl, utilise d'abord le terme de « transcendantal » dans un sens qu'il qualifie, lui-même, d'« extrêmement large pour désigner le « motif originel », qui donne son sens depuis Descartes à toutes les philosophies modernes [...], (à savoir la question) de l'ultime source de toutes les formations de connaissance, c'est l'auto-méditation du sujet connaissant sur soi-même et sur sa vie de connaissance, dans laquelle toutes les formations scientifiques qui valent pour lui ont lieu « téléologiquement », sont conservées comme un acquis et sont devenues librement disponibles [...]. Cette source a pour titre « Moi-même », avec toute ma vie de connaissance réelle et potentielle [...]. Il s'agit d'un concept que l'on ne peut obtenir qu'en s'enfonçant dans l'unité de l'historicité de la philosophie moderne. »
Eugen Fink note que, le terme de « transcendantal » signale aussi, chez Husserl, de manière purement négative que les concepts mondains, « de croyance au monde », « d'expérience du monde », de « visée » ou de « validité » ainsi caractérisés et d'usage courant en phénoménologie prennent, un tout autre sens que dans l' « attitude naturelle ». L'ambiguïté de ces concepts, incontournables au début de la réduction, expose d'ailleurs la phénoménologie au danger d'être conçue comme une psychologie.
Natalie Depraz ajoute, dans le cadre de l'empathie, un troisième sens à l'usage du terme de « transcendantal » chez Husserl. : « l'intersubjectivité ne saurait se résoudre à la question de mon expérience personnelle et empirique d'autrui (comment je le rencontre, comment je puis le connaître, etc.) Ces questions relèvent d'une psychologie introspective. Le problème de Husserl est autre : il s'agit de comprendre comment l'autre est « constitué » en moi, c'est-à-dire comment mon attitude phénoménologique à son égard fait de lui non un objet, mais un sujet, donateur de sens, comme je le suis moi-même. »

### Vécus de conscience
L'essence du vécu n'implique pas uniquement que le vécu soit une conscience, mais aussi de quoi il est une conscience et en quel sens déterminé ou indéterminé il est tel.
Le vécu de conscience intentionnel est conscience de quelque chose. Le plus évident concerne le cogito cartésien qui déjà pour Descartes signifiait plusieurs choses « je perçois, je me souviens, j'imagine, je juge, sens, désire, veux. » Ce vécu comporte une suite de moments noétiques porteurs de sens.
L'enchaînement des vécus force encore à étendre le « vécu de conscience » au-delà des simples cogitationes. La question de l'unité de la conscience demeure pendante. Husserl tente de la résoudre en avançant que « cette unité est exigée purement par le caractère propre des cogitationes et exigée de façon si nécessaire que les cogitationes ne peuvent exister sans cette unité. »

### Vérité
Voir aussi : évidence
Emmanuel Levinas écrit : « La vérité ne consiste pas pour la subjectivité à contempler naïvement la réalité dont elle constitue le sens et à s'abandonner par conséquent purement et simplement à cette réalité. La vérité, manière d'exister, consiste à situer cette réalité dans la configuration de sens qu'elle a pour le sujet, lequel peut entièrement en rendre compte. »
Techniquement pour Husserl, la vérité « est le corrélat idéal d'un type de vécu spécifique, la synthèse de remplissement. »
Pour Heidegger voir « vérité »

### Visible
Maurice Merleau-Ponty le définit ainsi : « Ce qu'on appelle un visible, c'est une qualité prégnante d'une texture, la surface d'une profondeur, une coupe sur un être massif, un grain ou corpuscule porté par une onde de l'Être. » Il écrit par ailleurs : « Le présent, le visible ne compte tant pour moi, n'a pour moi un prestige absolu qu'à raison de cet immense contenu latent de passé, de futur et d'ailleurs, qu'il annonce et qu'il cache. » « Les existants dessinent des surfaces mobiles prélevées sur des fonds indistincts. Autant dire que le visible vaut comme la stabilisation d’un fonds invisible et indifférencié vers lequel il risque de retourner sous certaines conditions. »
Faisant référence à son mode d'être particulier, Étienne Bimbenet  écrit : « si le visible est ce qui exige de nous « création », c'est parce ce que l'essentiel du visible, son essence barbare, est hors de lui-même : dans tout ce que de lui nous ne voyons pas et que moyennant création, nous pourrions voir ou découvrir [...], le visible nous hante et nous fascine à proportion de son mystère ontologique, et de tout ce qui en lui nous échappe. » Merleau-Ponty écrit : « il bouche ma vue, c'est-à-dire à la fois que le temps et l'espace s'étendent au-delà, et qu'ils sont derrière lui, en profondeur, en cachette ».